# جوزيف بريستلي
كان جوزيف بريستلي وهو العضو في الجمعية الملكية (24 مارس [النمط القديم 13 مارس] 1733م - 6 فبراير 1804م) عالم إنجليزي لاهوتي في القرن الثامن عشر، ورجل دين معارض، وفيلسوف للطبيعة، وصيدلي، ومربي، وباحث سياسي ليبرالي قد نشر أكثر من 150 عمل، وعادة ما ينسب إليه الفضل في اكتشاف الأكسجين بعد أن عزله من حالته الغازية بالرغم من أن كارل فلهلم شيليه وأنطوان لافوازييه أيضاً لديهما ادعاء حول هذا الاكتشاف.
وخلال فترة حياته استقرت سمعة بريستلي العلمية العظيمة على اختراعه للمياه الغازية وكتاباته عن الكهرباء واكتشافه لغازات متعددة، وقد أصبح الأعظم شهرة هو ما أطلق عليه بريستلي «هواء ديفلوجيستيكيتيد» (الأكسجين)؛ ومع ذلك فقد كان من شأن قرار يريستلي في الدفاع عن نظرية فلوجستون ورفض أن تصبح ثورة كيميائية ففي نهاية المطاف تركه معزولاً داخل المجتمع العلمي.
كان علم بريستلي متكامل مع نظريته اللاهويتة، وقد حاول مراراً أن يدمج حركة التنوير العقلانية مع الإيمان المسيحي بالإله وحاول في نصوصه الميتافيزيقية أن يوحد الإيمان بالإله والنظرية المادية ومذهب الحتمية وسمي المشروع بـ«جرئ ومبتكر» وقد اعتقد أن الفهم الصحيح للعالم الطبيعي من شأنه أن يعزز التقدم البشري ويؤدي في نهاية الامر إلى الألفية المسيحية  وكذلك آمن بقوة في التبادل الحر والمفتوح للأفكار والدعوة للتسامح ومساواة الحقوق للمنشقين الدينيين والذي قاده أيضاً إلى مساعدة تأسيس التوحيد في إنجلترا. وقد أثار توحد منشورات بريستلي المثيرة للجدل بطبيعتها مع دعمه الصريح للثورة الفرنسية الشكوك العامة والحكومية؛ وقد أُجبر في نهاية المطاف على الهرب وذلك بعد إحراقه لحشد من الناس أسفل منزله و كنسيته، وقد كان ذلك في عام 1791م، ذهاباً إلى لندن أولاً ومن ثم إلى الولايات المتحدة، أما السنوات العشر الأخيرة من حياته فقد قضاها في مقاطعة نورثمبرلاند (بنسيلفانيا).
كان بريستلي باحث ومدرس طوال حياته، فقدم مساهمات كبيرة لعلم أصول التدريس متضمناً ذلك نشر عمل إبداعي في قواعد اللغة الإنجليزية وكتب في التاريخ، وجهز كذلك بعض الجداول الزمنية المبكرة والمؤثرة، وكانت هذه الكتابات التعليمية بعضاً من أشهر أعمال بريسلتي، وكانت أعماله الميتافيزقية من بين ذلك هي الأكثر تأثيراً حيث إعتبرها كثير من الفلاسفة أمثال: جيرمي بينثام، وجون ستيوارت مل وهربرت سبنسر من المصادر النفعية.

## النشأة والتعليم (1733-55)

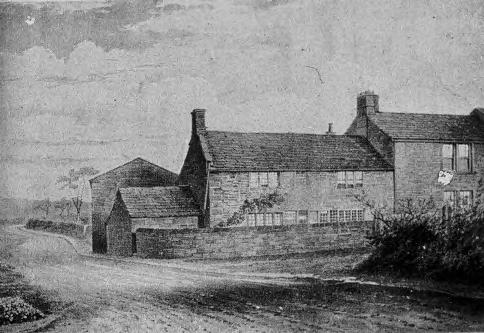
مكان ولادة بريسلتي (منذ هدم) في فيلدهيد، بيرستول، غرب يوركشاير (حوالي ستة أميال (10كم) جنوب غرب ليدز).

ولد بريستلي لعائلة إنجليزية منشقة عن أصلها (أي أنهم لم يكونوا من مرتادي كنيسة إنجلترا - الكنيسة الأنجليكانية) في بريستال، بالقرب من باتلي في ويست رايدنغ أوف يوركشاير. ويعد الطفل الأكبر بين ستة أطفال ولدوا لماري سويفت وجوناس بريستلي، الذي كان يعمل في إنهاء النسيج (القماش). لتخفيف الأعباء على والدته، وقد أرسل بريستلي ليعيش مع جده في سنته الأولى. وبعد خمس سنوات، عاد إلى منزله بعد وفاة والدته. عندما تزوج والده بأخرى عام 1741، ذهب بريستلي للعيش مع خالته وخاله سارة وجون كيثلي، وقد كانا ثريان وليس لديهما أطفال، حيث يعيشان على بعد 3 أميال (5 كم) من فيلدهيد. ولأن بريستلي كان ناضجا قبل أوانه-عندما كان في سن الرابعة استطاع أن يسرد 107 سؤال وجواب بلا أخطاء يخصوا ال (Westminster Shorter Catechism)-سعت عمته لتوفر له أفضل تعليم، قاصدة له الوزارة. خلال صباه، التحق بريستلي بالمدارس المحلية حيث تعلم اليونانية واللاتينية، والعبرية.
في حوالي عام 1749 م أُصيب بريستلي بعلة خطيرة واعتقد بأنه سيموت. فآمن بأن تجربة التحويل كانت ضرورية لإنقاذه بسبب نشأته ككالفيني مخلص ولكن يشك بأنه قد حاول مرة هذا الاضطراب (الحزن) العاطفي قاده إلى التساؤل عن تربيته الدينية، وهذا ما سبب له رفضه للانتخابات وقبوله الخلاص العالمي. ونتجية لذلك قام شيوخ كنيسته الأصلية «المعبد الأعلى المستقل لهيكموندوايك» برفض قبوله كعضو تام.
غادر المرض بريستلي وقد تركه بتأتأة دائمة فتنازل عن أي أفكار لدخوله للوزارة في ذلك الوقت. وفي إطار استعداده للانضمام إلى تجارة مع قريبه في لشبونة، قام بدراسة الفرنسية والإيطالية والألمانية بالإضافة إلى العربية والكلدانية والسورية.كان معلمه القس جورج هاجيرستون، وهو الذي كان أول من علمه الرياضيات المتقدمة، الفلسفة الطبيعية، المنطق والميتافيزيا من خلال أعمال إسحاق واتس، ووليامز جرافيساند وجون لوك.

### أكاديمة دافينتري
قرر بريستلي أخيراً العودة إلى دراساته اللاوهيتيه -الدينية- وفي عام 1752 تم قبوله في دافينتري وذلك مخالفاً للأكاديمية  ، وبسبب أن بريستلي كان قارئاَ جيداَ فقد سُمح له بتخطي السنتين الأوليتين للدورات الدراسية وواصل دراسته المكثفة؛ ونظراً للأجواء المتحررة للأكاديمية فقد تحول من اللاهوتية إلى اليسارية وأصبح منشق عقلاني؛ وبمقت العقيدة وبالتصوف الديني قد أكد المنشقون العقلانيون تحليلهم العقلاني للعالم الطبيعي والإنجيل.
وقد ذكر بريستلي في وقتٍ لاحق أن الكتاب الذي كان له بالغ الأثر في حفظه للكتاب المقدس -الإنجيل- هو كتاب ديفيد هارتلي «ملاحظات على رجل» 1749م؛ وطرحت نظرية مادية العقل عن طريق بحوث ديفيد هارتلي النفسية والفلسفية واللاهويته، وقد كان هدف هارتلي هو إنشاء فلسفة مسيحية التي يمكن منها إيضاح أن كلاً من الحقائق الدينية والأخلاقية يمكن أن تُثبت علمياً وهذا الهدف هو الذي شغل بريستلي لبقية حياته؛ وفي سنته الثالثة في دافينتري ألحق بريستلي نفسه بالوزارة والتي وصفها قائلاً: (إنها أكثر المهن نبلاً).

## نيدهام ماركت ونانت ويتش (1755–61)

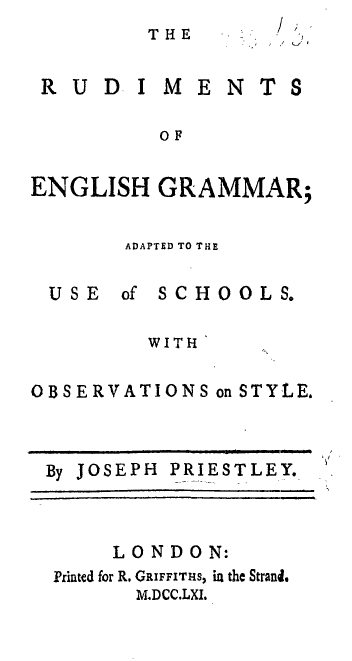
عنوان صفحة من أساسيات قواعد اللغة الإنجليزية (1761م)

يصف روبرت سكوفيلد_الكاتب المعاصر لسيرة حياة بريستلي _ «نداءه» الأول في عام 1755م للأبرشية المنشقة في مدينة نيدهام ماركت في سوفولك، على أنه «خطأ» لكل من بريستلي والأبرشية، وقد تاق بريستلي للحياة المدنية وللمناظرات اللاهوتية إذ أن نيدهام ماركت كانت بلدة ريفية صغيرة مع جماعة متعلقة بالعادات والتقاليد، وقد انخفضت التبرعات والحضور انخفاضا حاداً عندما اكتشفوا مدى ابتداعاته، وبالرغم من أن خالته قد وعدته بدعمها إذا أصبح وزيرا إلا أنها قد رفضت أن تدعمه عندما أدركت أنه لم يعد تابعاً للمذهب الكالفيني؛ وفي سبيل لكسب مال إضافي فقد اقترح بريستلي أن يفتتح مدرسة ولكن الأهالي المحليين قد رفضوا إرسال أبنائهم إلى المدرسة؛ وقدم أيضا سلسلة محاضرات علمية بعنوان «الاستفادة من الكواكب» والتي كانت أكثر نجاحا.
ساعد أصدقاء العالم بريسلتي دافينتري في أن ينال منصب آخر وفي عام 1758م انتقل إلى نانت ويتش في تشيشير وقد بدا أكثر سعادة في ذلك الوقت؛ ولم تهتم الأبرشية كثيراً بابتداعاته وقد قام بإنشاء مدرسة بنجاح؛ وعلى نقيض المدرسين في ذلك الوقت فقد علم بريستلي طلبته الفلسفة الطبيعية واشترى أيضا لهم أدوات علمية؛ وخوفاً إزاء جودة كتب قواعد اللغة الإنجليزية المتاحة فقد قام بريستلي بكتابة كتابه «أسس قواعد اللغة الإنجليزية (1761م)» ، وله ابتكاراته وجهوده العظيمة في وصف قواعد اللغة الإنجليزية ولاسيما جهوده لفصل قواعد اللغة الإنجليزية عن قواعد اللغة اللاتينية مما جعل علماء القرن العشرين يتوجونه بأنه «واحداً من أعظم النحويين في زمانه» ، وقد عرضت عليه أكاديمية ورينغتون منصب تدريس في عام 1761م بعدما نشرت أساسياته ونجحت مدرسته.

## أكاديمية ارينغتون (1761-1767)

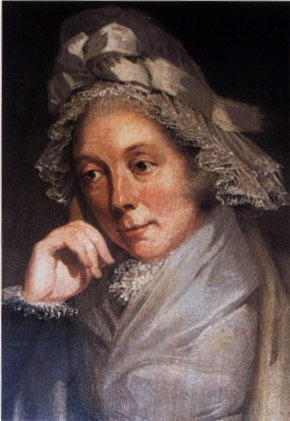
صورة لماري بريسلتي بواسطة كارل إف. فون بريدا (1793م) ابنة صانع الحديد إسحاق ويلكنسون، وأخت الصناعي جون ويلينكسون.

في عام 1761، انتقل بريستلي إلى ارينغتون وتولى منصب معلم اللغات الحديثة وعلم البلاغة في أكاديمية البلدة المنشقة، على الرغم من انه كان يفضل تعليم الرياضيات والفلسفة الطبيعية. اندمج في الحياة بشكل جيد في ارينغتون، وكون صداقات بشكل سريع. في يوم 23 يونيو من عام 1762، تزوج من ماري ويلكنسون من ريكسهام. ومن زواجه كتب بريستلي:

تثبت هذه المناسبة السعيدة والمناسبة جدًا، بإن زوجتي هي امرأة ممتازة الفهم، تحسنت كثيرا عن طريق القراءة، وتميزت بالثبات العظيم وقوة العقل، وهي سجية في أعلى درجات المحبة والسخاء: وهي تهتم بالآخرين أكثر من نفسها. وتتفوق أيضا إلى حد كبير في كل شيء متعلق بشؤون الأسرة، فأراحتني كلياً من كل القلق، مما سمح لي أن أقدم كل مالدي من الوقت لمتابعة دراستي، وواجباتي الأخرى.

```
وفي يوم 17 من أبريل عام 1763، رزقا بابنة، اسموها سارة على اسم عمة بريستلس.
[
27
]
```

### مرب ومؤرخ
كل الكتب التي نشرها بريستلي بينما كان في ارينغتون شدد فيها على دراسة التاريخ: اعتبرها بريستلي من الضرورة للنجاح الدنيوي والنمو الديني أيضا. كتب العديد من كتب تاريخ العلوم والمسيحية في محاولة منه للكشف عن تقدم الإنسانية وبشكل متناقض فقدان الصفاء، «المسيحية البدائية».

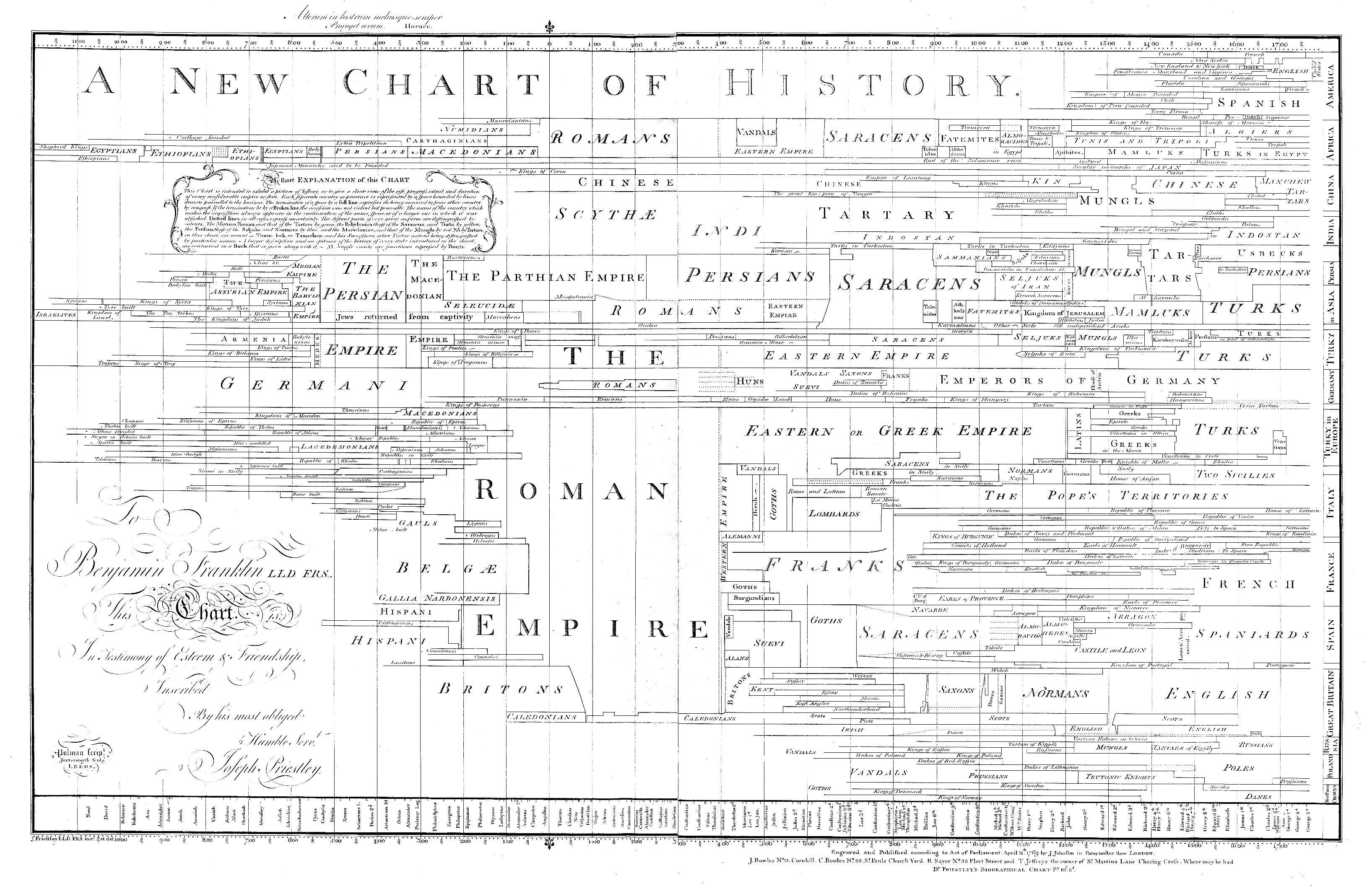
نسخة منقحة لمخطط تاريخ جديد (1765م)؛ اعتقد بريسلتي أن من شأن هذا المخطط أن يخلف انهباراً على الطلاب "فقط صورة للارتفاع والتقدم والمدى والمدة، ومقاطعة معاصرة لجميع الإمبراطوريات الكبيرة التي وجدت في العالم عبر التاريخ"

في مقاله عن مسار التعليم الليبرالي من أجل الحياة المدنية والنشطة (1765)، محاضرات عن التاريخ والسياسة العامة (1788) وغيرها من الأعمال، قال بريستلي أن تعليم الشباب يجب أن يستبق احتياجاتهم العملية في المستقبل. هذا المبدأ من المنفعة قاد خياراته للمناهج الدراسية الغير تقليدية للطلاب الطامحين من الطبقة الوسطى في ارينغتون. وأوصى بتعلم اللغات الحديثة بدلا من اللغات الكلاسيكية والتاريخ الحديث بدلا من القديم. كانت محاضرات بريستلي عن التاريخ ثورية بشكل خاص: وروى عن المؤمنين وعلماء الطبيعة من التاريخ، بحجة أن دراسة التاريخ عززت فهم قوانين الرب الطبيعية. وعلاوة على ذلك، كانت وجهة نظره الالفية مرتبطة عن كثب إلى تفاؤله بخصوص التقدم العلمي وتحسين الإنسانية. وأعرب عن اعتقاده أن كل عصر من شأنه أن يتحسن عن العصر السابق وسمحت دراسة التاريخ للناس إدراك وتحقيق هذا التقدم. وبما أن دراسة التاريخ واجب أخلاقي لبريستلي، شجع أيضا على تعليم النساء من الطبقة المتوسطة، الامر الذي كان غير اعتيادي في ذلك الوقت. ووصفه بعض علماء التربية بوصفه الكاتب الإنجليزي الأكثر أهمية في تاريخ التعليم بين جون لوك في القرن 17 وهربرت سبنسر في القرن 19. كانت محاضراته عن التاريخ تستقبل بشكل جيد وكان يعمل لدى العديد من المؤسسات التعليمية، مثل الكلية الحديثة في هانكي، وبراون وبرنستون وييل وكامبريدج. صمم بريستلي مخططات بيانية لتكون بمثابة المساعدات الدراسية البصرية لمحاضراته تعتبر هذه المخططات في الواقع جداول زمنية: وصفت بأنها الجداول الزمنية الأكثر تأثيراً نشرت في القرن 18. كلاهما كانا شائعا على مدى عقود وكان أمناء ارينغتون معجبين بمحاضرات بريستلي ورسوماته البيانية التي اعدها لاجل جامعة أدنبرة لمنحه درجة الدكتوراه في القانون في عام 1764.

#### تاريخ الكهرباء

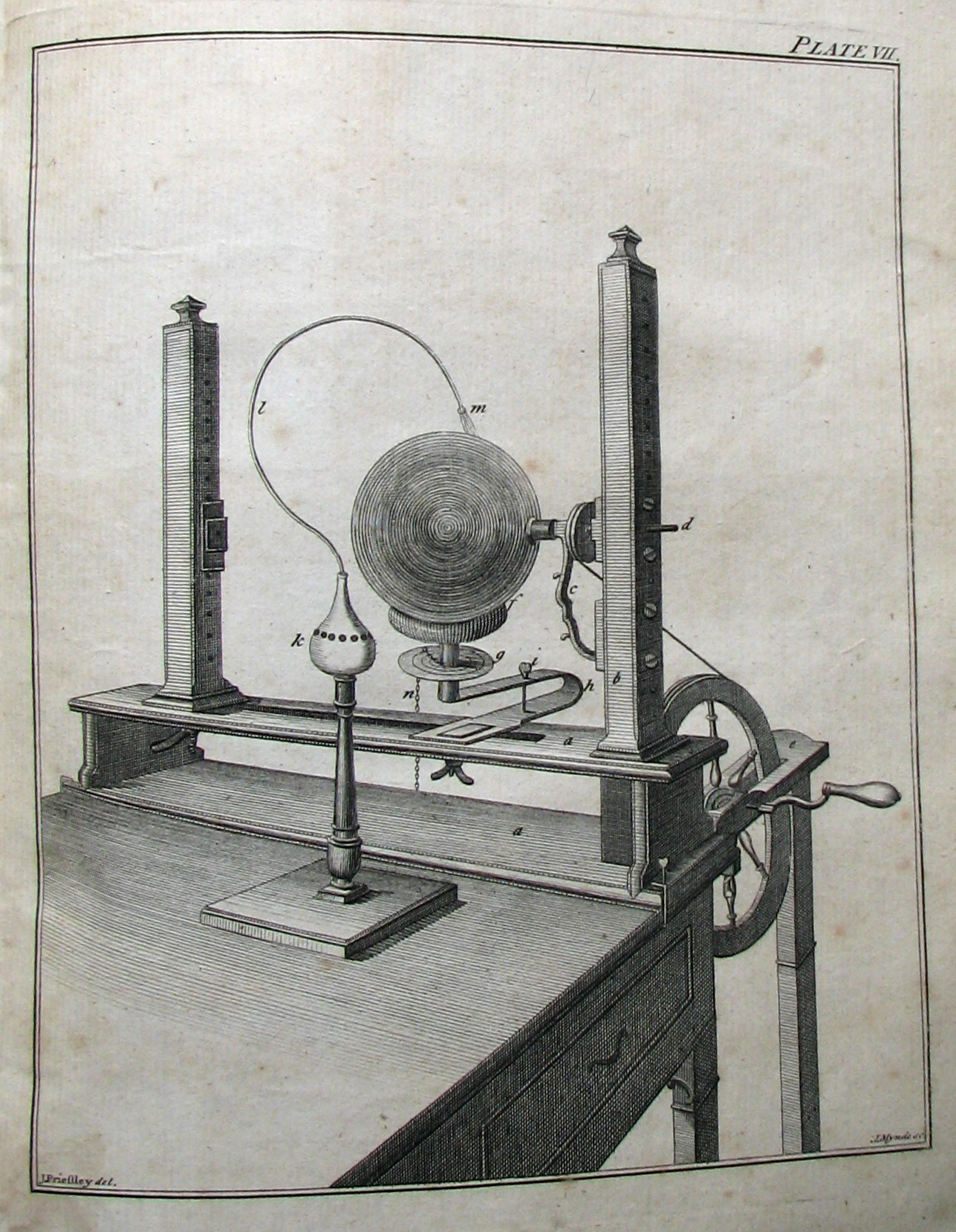
آلة بريسلتي الكهربائية للتجريبيون الهواة، ويتضح في الطبعة الأولى مقدمته المألوفة لدراسة الكهرباء (1768م)

غالبا مايسمى الجو الفكري في أكاديمية أينغتون خلال القرن الثامن عشر بـ «أثنيا الشمال»، مما شجع اهتمام بريستلي المتنامي بالفلسفة الطبيعية، وأعطى محاضرات في علم التشريح وإجراء التجارب المتعلقة بدرجة الحرارة مع صديقه المعلم جون سيدون في أرينغتون ، وعلى الرغم من جدول أعمال بريستلي المزدحم إلا أنه قرر أن يكتب عن تاريخ الكهرباء، وقد قدمه بعض من أصدقائه لأكبر صانعي التجارب في ذلك المجال في بريطانيا«جون كانتون ووليام واتسون»، وزاروا بنجامين فرانكلين الذي شجع بريستلي لإجراء التجارب التي أرادها أن تدرج في تاريخه ومن خلال عملية تكرار تجارب الاخرين فقد أصبح بريستلي مفتون بالأسئلة التي لا جواب لها ولقد تم حثه لإجراء تجارب من اختراعه  ، (أعجب الجميع برسوماته ومخطوطاته في تاريخ الكهرباء، ورشحه كل من كانتون وفرانكلين وواتسون وريتشارد برايس للزمالة في الجمعية الملكية وقد تم قبوله في عام 1766م).
في عام 1767، نشر كتابه تاريخ وحاضر دولة الكهرباء ذو الـ700 صفحة وحصل الكتاب على تعليقات إيجابية. النصف الأول من الكتاب يروي تاريخ دراسة الكهرباء حتى عام 1766: أما النصف الثاني وهو الأكثر تأثيراً يروي وصفاً للنظريات المعاصرة عن الكهرباء واقتراحات لأبحاث المستقبل. ذكر بريستلي بعض من اكتشافاته الخاصة في القسم الثاني، مثل قابلية توصيل الفحم وغيرها من المواد وكذلك التوصيل بين الموصلات وغير الموصلات  قلب هذا الاكتشاف ماوصفه بأنه «واحد من أقدم ثوابت الكهرباء المستخدمة عالمياً»، وهو أن بإمكان الماء والمعادن فقط توصيل الكهرباء. وقد أثبتت هذه التجربة وغيرها من التجارب على الخواص الكهربائية للمواد والتأثيرات الكهربائية للتفاعلات الكيميائية اهتمامات بريستلي المبكرة والمستمرة في العلاقة بين المواد الكيميائية والكهرباء. واستناداً إلى تجاربه بواسطة الأجسام المشحونة، كان بريستلي من بين أول من اقترح بأن القوة الكهربائية تتبع قانون التربيع العكسي على غرار قانون نيوتن للجاذبية الكونية. ومع ذلك، لم يعمم أو يدقق في هذا الموضوع، وأُعلن عن القانون العام من قبل الفيزيائي الفرنسي شارل أوغستان دي كولوم في ثمانينيات القرن الثامن عشر.
كانت قوة بريستلي كفيلسوف بالفطرة نوعية وليست كمية، وملاحظته «لتيار الهواء الحقيقي» بين نقطتين كهربائية أثارت اهتمام مايكل فاراداي وجيمس كليرك ماكسويل إذ تحققا من الكهرومغناطيسية. وقد أصبح كتاب بريستلي أساساً لتاريخ الكهرباء لأكثر من قرن: أليساندرو فولتا (الذي اخترع البطارية لاحقاً)، ووليام هيرشل (الذي اكتشف الأشعة تحت الحمراء)، وهنري كافنديش (الذي اكتشف الهيدروجين) جميعهم اعتمدو على كتابه. كتب بريستلي نسخة شعبية من تاريخ الكهرباء لعامة الناس بعنوان مقدمة مألوفة لدراسة الكهرباء في عام 1768. قام بتسويق كتابه مع شقيقه تيموثي ولكنه لم ينجح.

## ليدز (1767 - 1773)

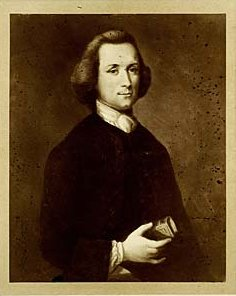
أقدم صورة معروفة لبريسلتي وتعرف باسم "ليدز" صورة (ج. 1763م): باستثناء عضويته في لجنة مكتبة ليدز فلم يكن بريستلي ناشطاً في الحياة الاجتماعية للمدينة.

لربما دفعه اعتلال صحة ماري بريستلي أو مشاكل مالية أو رغبة في إثبات نفسه للمجتمع الذي رفضه في طفولته، فقد انتقل بريستلي مع عائلته من ارينغتون إلى ليدز في عام 1767، وأصبح قسا لكنيسة ميل هيل. ولد له طفلين في ليدز: جوزيف جونيور في 24 يوليو عام 1768 وويليام بعد ثلاث سنوات. ثيوفيلوس ليندسي، رئيس جامعة في كاتريك، يوركشاير، أصبح واحد من أصدقاء بريستلي القليلين في ليدز، وكتب عنه: «أنا لم اختار أبدا أن انشر أي شيء ذو أهمية له علاقة بالإلهيات، دون التشاور معه.» على الرغم من أن بريستلي كان لديه أسرة ممتدة حول ليدز، لم يبدو انهم تواصلوا. يخمن سكوفيلد أنهم اعتبروه هرطقةزنديقا. في كل عام كان بريستلي يسافر إلى لندن للتشاور مع صديقه المقرب والناشر جوزيف جونسون، ولحضور اجتماعات الجمعية الملكية.

### قسيس كنيسة هل مل

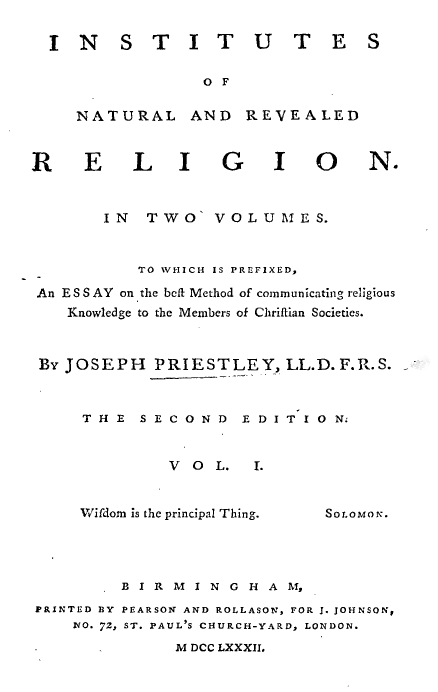
عمل بريستلي على معاهد الطبيعة وكشف الدين منذ أيام دافينتري

عندما أصبح بريستلي قساً لكنيسة مل هل، والتي كـانت من أعرق الجماعات المخالفة في إنجلترا وأجلّـها مكانة. إلا أنه في مطلع القرن الثامن عشر، تقسّـمت تلك الجماعة إلى فرق مذهبيّة، نتج عن ذلك تخلّي أعضائها عنها لمصلحة الحركة الكاريزماتية الميثودية. فاعتقد بريستلي أنه من خلال تعليـم الصغار، فسيكون بإمكـانه تعزيز روابط تلك الجماعة.
```
في مؤلّـفه معاهد الديانة الطبيعيّة والمكشوفة المكوّن من ثلاث مجلّدات (في الفترة 1772-1774)
[
53
]
، بريستلي أوجز نظريّاته في التعليم الديني. والأهم من ذلك، أظهر إيمانه للسوسينيانيّة. أصبحت المعتقدات التي حللها معايير للموحّدين في بريطانيا. أظهر هذا العمل علامةً فارقة في تفكير بريستلي اللاهوتي البالغ الأهمية لفهم كتاباته اللاحقة، كما أنّه مهّـد الطريق 
لماديّته
، والاعتقاد بالمذهب الجبري (وهو أن يعتقد بأن موجود إلهي يتصرّف وفقًـا لقوانين ميتافيزيائية ضرورية).
[
54
]
```

كان جدل بريستلي الرئيسي في كتابه (معاهد الطبيعية والديانة السماوية) هو أن حقائق الديانة السماوية التي قد تكون مقبولة هي التي توافق تجربة العالم الطبيعي. بسبب وجهة نظره الدينية التي كانت مرتبطة بعمق لفهمه للطبيعة، اعتمد ايمانه على مسألة وجود الإله. كتاب (أسس الديانة المسيحية) صدم وذعر العديد من القراء، لانه تعارض مع معتقدات المسيحية التقليدية (الارثودوكسية) الاساسية، مثل الوهية المسيح ومعجزة ولادة العذراء. الميثودية (البروتستنت) صاغت ترنيمة تسأل الله "(طرد الأشرار الموحدين الذين يطاردون مذهبه وعودتهم إلى الجحيم)"" اراد بريستلي العودة بالمسيحية إلى "اصولها" أو بشكلها "النقي" من خلال القضاء على التحريف الذي تراكم على مر القرون. الجزء الرابع من كتابه (معاهد الطبيعية والديانة السماوية) "تاريخ فساد المسيحية" أصبح طويلا جدا مما اضطره إلى اصداره بشكل منفصل في عام 1782. يعتقد بريستلي بأن "تاريخ فساد المسيحية" هو العمل "الأكثر قيمة" له في أي من منشوراته.

### معارض ديني
شارك بريستلي في العديد من حروب الكتيبات السياسية والدينية. ووفقًا لشوفيلد فإنه «شارك في كل جدل وهو على قناعة تامة بأنه على حق، في حين أن معظم خصومه كانوا على قناعة، منذ البداية، بأنه على باطل عمدًا ومكرًا منه. واستطاع فيما بعد أن يظهر لضغائنهم الشخصية عكس ذلك، عندما غير رأيه في منطقيته.». ولكن كما أشار شوفيلد، كان بريستلي نادرًا ما يغير رأيه نتيجة خوضه في إحدى هذه المجادلات بينما كتب في ليدز كتيبات مثيرة للجدل حول العشاء الرباني والمذهب الكالفيني، حيث نُشرت آلاف النسخ، مما يجعلها من بعض أكثر الأعمال قراءةً وانتشارًالبريستلي.
أسس بريستلي هيئة المحفوظات اللاهوتية عام 1768, وهي صحيفة مرتبطة بالاستفسارات المفتوحة والمنطقية عن الأسئلة اللاهوتية. وعلى الرغم من أنه وعد بطباعة أي مساهمات، إلا أنه لم يبادر بتسليم المقالات إلا الكُتّاب المتشابهين في الآراء معه. ولذلك توّجب عليه أن يزيد من محتوى صحيفته بنفسه (حيث أصبحت هذه المادة أساسًا لكثير من أعماله اللاهوتية والغيبية اللاحقة). وبعد بضع سنوات فقط، اضطر إلى التوقف عن نشر الصحيفة وذلك لافتقاره التمويل. وأنعشها بعد ذلك في عام 1784 مع حصوله على نتائج مماثلة.

### الفيلسوف السياسي والدفاع عن المعارضين

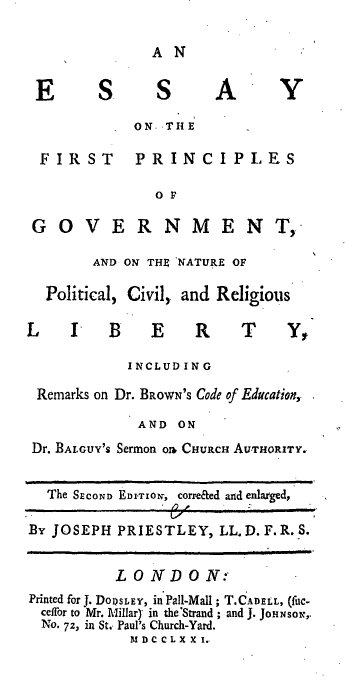
مقالة عن المبادئ الأولى للحكومة (1768م) أثرت بالفلاسفة السياسيين لأوائل القرن التاسع عشر بما فيهم جيرمي بنثام

ساهمت العديد من كتابات بريستلي السياسية في إلغاء مرسوم الاختبار|اختبار]] ومنظمة الأعمال، التي قيدت حقوق المعارضين. والذين لم يتمكنوا من شغل مناصب سياسية، والخدمة في القوات المسلحة، أو الالتحاق بجامعتي اكسفورد وكامبريدج إلا إذا وقعوا على البنود التسعة والثلاثون في الكنيسة الإنجليزية. رفع المعارضون عريضة مراراً إلى البرلمان لإلغاء الأعمال، بحجة أنهم يعاملون كمواطنين من الدرجة الثانية.
قام اصدقاء بريستلي المنشقون العقلانيون بحث بريستلي لإنشاء عمل يتحدث عن القمع أو (مرارة الظلم) الذي تجرعه المنشقون ..وكانت النتيجة أن أنشأ مقالاً يتحدث عن المبادئ الأولى.. حيث أعتبر كعمل مبكر من النظرية السياسية للمملكة الحديثة (1768). ومن خلال المعالجة من قبل بريستلي . نجد أنه من غير العادة مايكون لهذا الزمن حقوق سياسية تميزت بوقوفه ودفاعه بالدقة مع الحقوق المدنية وأكد توسع الحقوق المدنية، قام بريستلي بتحديد الخاص والعام بطريقة منفصلة والمجالات العامة تأكيداً على أن الحكومة يجب ان يكون لديها سيطرة على المجال العام فقط ... بصفة خاصة ذكر بأن التعليم والدين كانت عبارة عن مواضيع الروح الخاصة ويجب ان لاتدور حول الدولة ..لاحقاً ظهر التطرف بسبب اعتقاده بأن الحكومة البريطانية كانت مخالفة لهذه الحريات الفردية.
دافع بريستلي كذلك عن حقوق المنشقين ضد هجمات وليام بلاكستون، العالم النظري القانوني المشهور، الذي أصبح معجمه «تعليقات على قوانين انجلترا» 1765–69 الدليل القياسي القانوني. كان بلاكستون قد ذكر في كتابه بأن معارضة الكنيسة الإنجليزية تعد جريمة وأن المنشقين لا يمكن أن يكونوا مواطنين موالين وفي عام (1769) انتقد بريستلي في ملاحظاته بشدة تعليقات الدكتور بلاكستون، وقام بتصحيح تعليقات بلاكستون قانونياً ونحوياً (كان أمراً مهماً في ذلك الوقت) وتاريخياً  قام بلاكستون فيما بعد بتهذيب وتصحيح الطبعات التالية من تعليقاته وذلك بإعادة صياغة الفقرات المسيئة وإزالة الفقرة التي ذكرت بأن المخالفين لا يمكن أن يكونوا مواطنين موالين ولكنه أبقى جزئيته التي ذكر فيها بأن المعارضة والانشقاق يُعدان جريمة.

### فيلسوف الطبيعة: الكهرباء وعلم البصريات والمياه الغازية
على الرغم من أن جوزيف بريستلي يرى أن الفلسفة الطبيعية كانت بالنسبة له هواية إلا أنه مارسها بجدية، ففي كتابة تاريخ الكهرباء قام بوصف العالِم بأنه مصدر تطوير «للأمن والسعادة البشرية» كان علم بريستلي بارزاً بشكل فعلي ونادراً ما كان يهتم بالأسئلة النظرية وكان قدوته (مثله الأعلى) في ذلك بنجامين فرانكلين. وعندما انتقل بريستلي إلى مدينة ليدز بشمال إنجلترا واصل تجاربه المتعلقة بالكهرباء والكيمياء (وهذا الأخير ساعده فيه وجود إمدادات ثابته لغاز ثاني أكسيد الكربون من مصنع للبيرة كان مجاوراً له) بين عامي 1767 و1770 قدم خمس دراسات (أبحاث) إلى الجمعية الملكية البريطانية من هذه التجارب الأولية، أول أربعة أبحاث حول التفريغ التاجي (الاكليلي) والظواهر الأخرى المتعلقة بالتفريغ الكهربائي بينما كان البحث الخامس يختص بإيصالية الفحم (توصيل الكهرباء باستخدام الفحم) من مصادر مختلفة وكان عمله التجاربي التالي يركز على علم الكيمياء وعلم الخصائص الميكانيكية.
نشر بريسلي المجلد الأول من مشروعه تاريخ الفلسفة التجريبية، عظمة الماضي والحاضر من الاكتشافات المتعلقة بالرؤية والضوء والألوان (وينسب له بالبصريات) في عام 1772 . أعطى عنايه فائقة لتاريخ البصريات وقدم شروحات ممتازة لتجارب البصريات المبكرة، لكن أوجه القصور الحسابية لديه صرفت نظره عن العديد من النظريات المعاصرة الهامة. علاوة على ذلك، فهو لم يضمن كتابة أي من الأقسام العملية التي جعلت من كتابة تاريخ الكهرباء كتاباً مفيداً جداً لممارسة الفلاسفة الطبيعية. وبخلاف كتابه تاريخ الكهرباء، لم يحظى بشعبيه كبيرة وقد كان إصداراً واحداً فقط، على الرغم من أنه كان الكتاب الإنجليزي الوحيد حول هذا الموضوع لمدة 150 سنة. النص المكتوب بعجاله يباع بشكل سيء؛ تكلفة البحث والكتابة والنشر للبصريات اقنعت بريسلي بالتخلي عن تاريخه في الفلسفة التجريبية .
تم ترشيح بريستلي لشغل منصب فلكي في رحلة جيمس كوك البحرية الثانية للبحار الجنوبية ولكن لم يتم اختياره، ومع ذلك فقد ساهم بشكل بسيط في الرحلة فقد دل طاقم الرحلة على طريقة لصنع المياه الغازية والتي ظُنّ خطأ بأنها تعالج مرض الاسقربوط. بعد ذلك قام بنشر كتيب بعنوان تعليمات لتلقيح الماء بالهواء المبلور عام 1772م  لم يستغل بريستلي الإمكانية التجارية للمياه الغازية لكن اخرين مثل جي جي شويب (J. J. Schweppe) صنعوا ثروة منها. في عام 1773 اعترف المجتمع المبني بإنجازات بريستلي في الفلسفية الطبيعية وذلك بمنحة وسام كوبلي.
أراد أصدقاء بريستلي أن يجدوا له مكانا أكثر أمناً من الناحية المالية. في عام 1772، طُلِب من قبل ريتشارد برايس وبنجامين فرانكلين، كتب اللورد شلبورن إلى بريستلي طالبا منه التوجيه لتعليم أطفاله ومساعدا عاماً له. على الرغم من أن بريستلي كان مترددا بالتضحية بوزارته، فقد قبل المنصب، وقدم استقالته من كنيسة مل هل في 20 ديسمبر 1772، وألقى خطبته الأخيرة يوم 16 مايو 1773.

## كان (1773–80م)

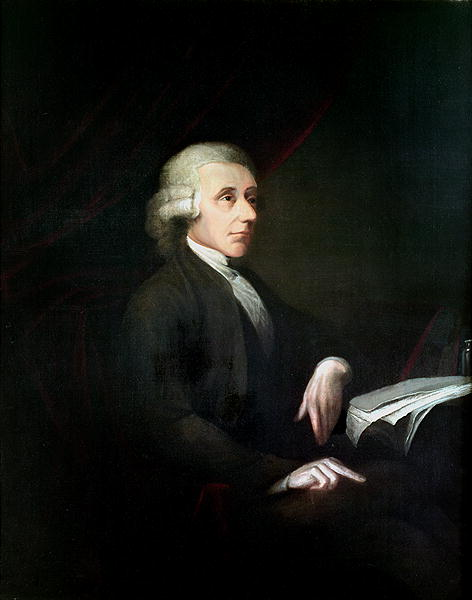
وضعت صورة لبريسلتي منا ناشره وصديقه المقرب جوزيف جونسون من هنري فوسيلي (ج. 1783)

في عام 1773, انتقل البريسليين إلى كان وبعدها بسنة ذهب كل من الأمير شيلبورن وبريستلي لسياحة أوروبا. وفقا لما نقله صديق بريسلتي المقرب ثيوفيلس ليندسي، بريسلتي «تحسن بشدة بالنظرة للبشرية أجمع». وعند عودتهم، بريستلي أنجز أعماله كأمين مكتب ومدرس بكل سهولة. كان متعمدا ان تكون أعباء العمل خفيفة، كي يسمح له وقته ليسعى في ابحاثه العلمية واهتمامته اللاهوتية. وايضا صار بريستلي مستشارا سياسيا ليشلبورن، حيث كان يجمع معلومات في مواضيع برلمانية ويعمل كمتصل بين شيلبورن والمنشقين ومصالح أمريكا. عندما ولد ابن البريستليين الثالث في 24 مايو 1777 سموه هنري بناءً على طلب الأمير.

### الفيلسوف المادي

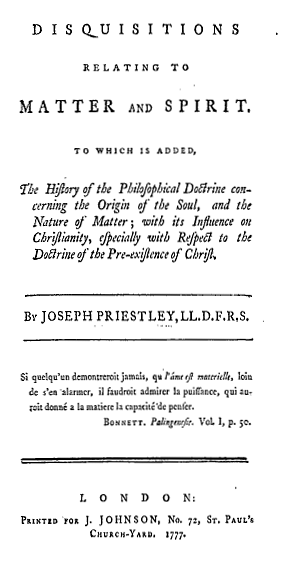
Bبحلول عام 1782م، تم نشر ما لايقل عن اثني عشر تفنيد معادية للخطابات المتعلقة بالمادة والروح ووصف بريسلتي باللحاد

كتب بريستلي أهم أعماله الفلسفية خلال السنوات التي قضاها مع اللورد شيلبورن. في سلسلة من النصوص الميتافيزيقية (ماوراء الطبيعة) الرئيسية والتي نشرت في الفترة بين الأعوام 1774 و 1780 والتي تضم الآتي: دراسة لتحقيق الدكتور ريد للعقل البشري (1774م), نظرية هارتلي عن العقل البشري على مبدأ ترابط الأفكار (1775م), خطابات متعلقة بالمادة والروح (1777م), مبدأ الضرورة الفلسلفية المصور (1777م), رسائل إلى الفيلسوف المتشكك (1780م) ناقش بريستلي فلسفة تضم أربعة مفاهيم: الحتمية والمادية والسببية والجبرية. زعم بريستلي كيف يمكن للناس من خلال دراسة العالم الطبيعي أن يتعلموا ليصبحوا أكثر نجاحا وازدهارا وسعادة ورحمة.
اقترح بريستلي بشدة عدم وجود أي ثنائية (ازدواجية) بين العقل والجسد ثنائية ديكارتية وطرح الفلسفة المادية في هذه الأعمال: بأن المرء يقوم على مبدأ أن كل شئ في الكون مصنوع من مادة يمكننا ادراكها وتصورها. واعتبر أيضا أن مناقشة الروح امر مستحيل لأنها مخلوقه من مادة إلهية، ولا يمكن للإنسانية إدراك الإلهي. على الرغم من فصله بين ماهو إلهي وبشري إلا أن موقفه هذا أصاب الكثير من قرائه بالصدمة والغضب والذين اعتقدوا أن هذه الثنائية (الازدواجية) ضرورية لوجود الروح.
ردا على كتاب نظام البيئة للكاتب بارون هولباخ (1770م) وحوارات ديفيد هيوم حول الدين الطبيعي (1779م) وكذلك أعمال الفلاسفة الفرنسيين، ظل بريستلي ثابتاً على رأيه أن المادية والحتمية يمكن أن تتوافقا مع الايمان بالله. وانتقد أولئك الذين تشكل ايمانهم عن طريق الكتب والأزياء، برسم التجانس بين تشكيك الناس المتعلمين وسذاجة الجماهير.
وحافظ على رأيه بأن البشر ليس لديهم حرية الإرادة جادل بريستلي في ما أسماه «ضرورة الفلسفية» (أقرب إلى الحتمية المطلقة) يعتبر متوافق مع المسيحية، وهو موقف يستند على فهمه للعالم الطبيعي. مثل بقية الطبيعة وادعى بريستلي أن عقل الإنسان يخضع لقوانين السببية، ولكن لأن الله يمثل الخير خلق هذه القوانين، العالم والناس في نهاية المطاف سيحققون الكمال. ولذلك الشر هو فقط فهم منقوص في العالم.
على الرغم من وصف أعمال بريستلي الفلسفية بأنها «جريئة ومبتكرة»,، فإنها تشارك من التقاليد الفلسفية القديمة المُتعلقة بمشاكل الإرادة الحرة، الحتمية والمادية. على سبيل المثال، جادل الفيلسوف في القرن 17 باروخ سبينوزا عن الحتمية المطلقة والمادية المطلقة. مثل سبينوزا  وبريستلي ، اللذان جادلا لايبنتز حول إرادة الإنسان التي تحددها قوانين الطبيعة،  ومع ذلك، خلافا لهم، قال لايبنتز «الكون الموازي» من الكائنات غير المادية (مثل النفوس البشرية) معدة من الله حيث تتفق نتائجها تماما مع تلك التي تعتبر من الكون المادي. لايبنتز وبريستلي اشتركا في التفاؤل بأن الله قد اختار سلسلة من الأحداث بإحسان، ولكن بريستلي اعتقد أن الأحداث كانت تقود إلى النهاية الألفية المجيدة، بينما اعتقد لايبنتز أن السلسلة الكاملة من الأحداث كانت الأمثل في حد ذاته، بالمقارنة مع السلاسل الأخرى التي يمكن تصورها للأحداث.

### مؤسس التوحيد
عندما قرر صديق بريستلي ثيوفيلوس ليندسي تأسيس طائفة مسيحية جديدة من شأنها تقييد معتقدات أعضائها، هبّ بريستلي وغيره لمساعدته. في 17 من أبريل من عام 1774م، عقد ليندسي خدمة الموحدين الأولى في بريطانيا، في كنيسة شارع إسيكس التي تشكلت حديثا في لندن؛ حتى انه صمم قداسه الخاص، والتي كانت أغلبها نقدية. دافع بريستلي عن صديقه في كتيب رسالة إلى شخص عادي، حول اقتراح القس السيد ليندسي لكنيسة الإصلاح الأنجليزية (1774م)، مدعيا أن شكل العبادة هو الذي تغير فقط ، وليس مضمونها، ومهاجماً أولئك الذين اتبعوا الدين باعتباره موضة. حضر بريستلي كنيسة ليندسي بانتظام في 1770م وكان يبشر أحيانا هناك. استمر في دعم التوحيد التأسيسي لبقية حياته، كاتبا عدة من الدفاعات عن التوحيد وتشجيع تأسيس كنائس الموحدين الجدد في جميع أنحاء بريطانيا والولايات المتحدة.

### التجارب والملاحظات على الأنواع المختلفة من الهواء

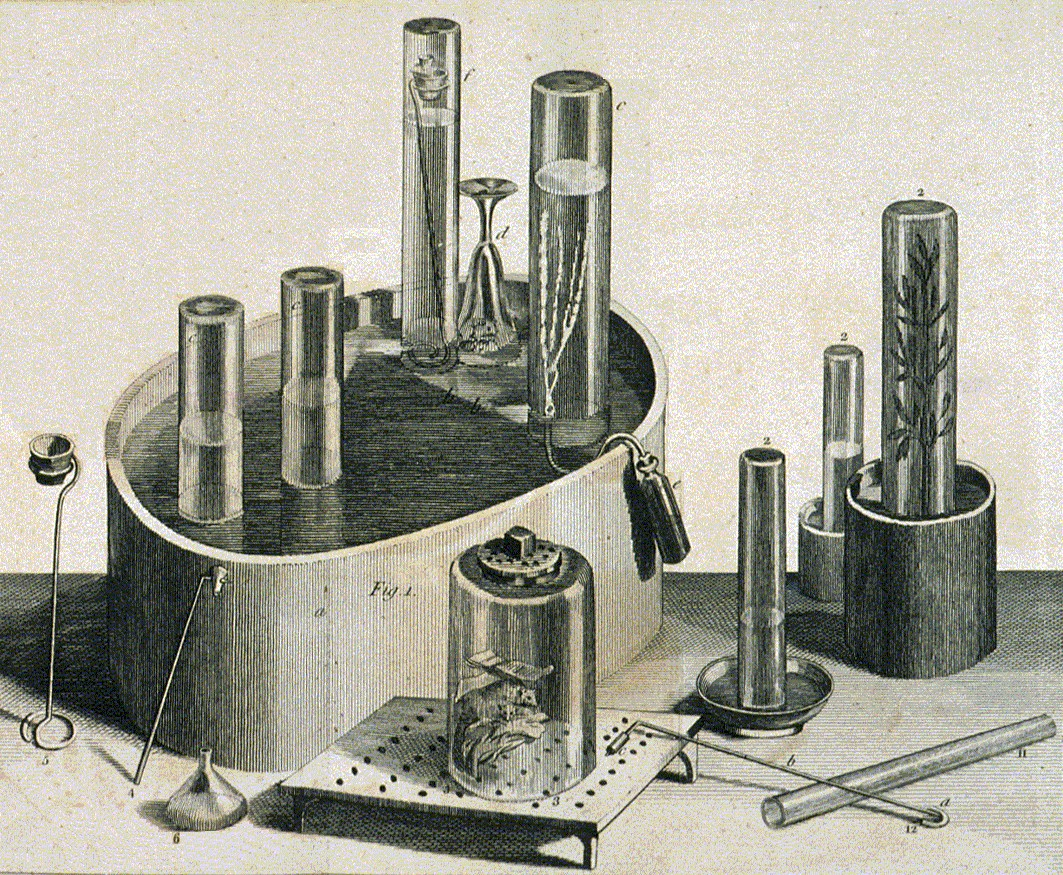
المعدات المستخدمة من قبل بريستلي في تجاربه على الغازات.

كانت سنوات بريستلي في كالن الوحيدة في حياته التي هيمنت عليها الأبحاث العلمية، بل كانت أيضا الأكثر نجاحا علميا. وكانت جميع تجاربه تقريبا تقتصر على «الهواء»، وكنتاج لهذا العمل ظهرت النصوص العلمية الأكثر أهمية في حياته: المجلدات الستة من تجاربه وملاحظاته عن أنواع مختلفة من الهواء (1774 - 1786). ساعدت هذه التجارب على التنصل من آخر بقايا نظرية العناصر الأربعة، التي حاول بريستلي استبدالها بنظرية اللاهوب. وفقا لتلك النظرية من القرن 18، يتفق آحتراق أو أكسدة مادة مع الإصدار عن الجوهر المادي، فلوجستون.
لم تصنف أعمال بريستلي عن«الهواء» بسهولة. كما كتب مؤرخ العلوم سيمون شيفر، «أنه كان يُنظر إليه باعتباره فرع من فروع الفيزياء، أو الكيمياء، أو الفلسفة الطبيعية، أو بعض النسخ شديدة الغرابة من اختراع بريستلي» وعلاوة على ذلك، فقد كانت المجلدات على حد سواء العلمية والمؤسسة السياسية لبريستلي، الذي يقول أن العلم يمكن أن يدمر «السلطة غير المناسبة والمغتصبة» وأن الحكومة لديها «سبب لترتعش حتى في مضخة الهواء أو آلة كهربائية».
بين المجلد الأول من التجارب والملاحظات على الأنواع المختلفة من الهواء العديد من الاكتشافات: «الهواء النيتروز» (أحادي أكسيد النيتروجين، NO)، «بخار روح الملح»، الذي سُمي لاحقا بـ «الهواء الحمضي» أو «الهواء الحمضي البحري» (كلوريد الهيدروجين، HCl)، «الهواء القلوي» (الأمونياك، NH3)؛ «المتقلص» أو «هواء النيتروز المتقلص» (أكسيد النيتروس، N2O)؛ وأشهرها، «الهواء المتقلص» (الأوكسجين،O2) وكذلك النتائج التجريبية التي من شأنها أن تؤدي في نهاية المطاف إلى اكتشاف التركيب الضوئي. وطور بريستلي أيضا «اختبارا الهواء النيتروز» لتحديد «نوعية الهواء الجيد». يمكنه باستخدام الحوض المصغر الهوائي، خلط هواء النيتروز مع عينة اختبار، على الماء أو الزئبق، وقياس انخفاض الحجم- مبدأ المغواز. بعد تاريخ صغير من دراسة الهواء، أوضحت تجاربه الخاصة في أسلوب مفتوح وصادق. كما كتب أحد كتاب السير، «يقول أن كل ما كان يعرفه أو يفكر به: كان يسجل كل شكوكه، حيرته، آو اخطائه بكل صراحة». وصف بريستلي أيضا جهاز تجاربه الذي يتميز بسهولة تجميعه ورخص تكلفته: وبالتالي اعتقد زملاءه أنه يمكنهم بسهولة إعادة إنتاج تجاربه  وفي مواجهة النتائج التجريبية غير المتناسقة، استخدم بريستلي نظرية اللاهوب. ومع ذلك، أدى به إلى ذلك إلى استنتاج مفاده أن هناك ثلاثة أنواع فقط من «الهواء»: «الثابت»، «القلوي»، و «الحامض». رفض بريستلي الكيمياء المزدهرة في عصره. وركز بدلا من ذلك، على الغازات و «التغيرات في خصائصها المحسوسة»، كما فعل فلاسفة الطبيعة قبله. عزل أحادي أكسيد الكربون (CO)، ولكن على ما يبدو لم يدرك أنه كان «هواء» منفصل.

#### اكتشاف الأكسجين

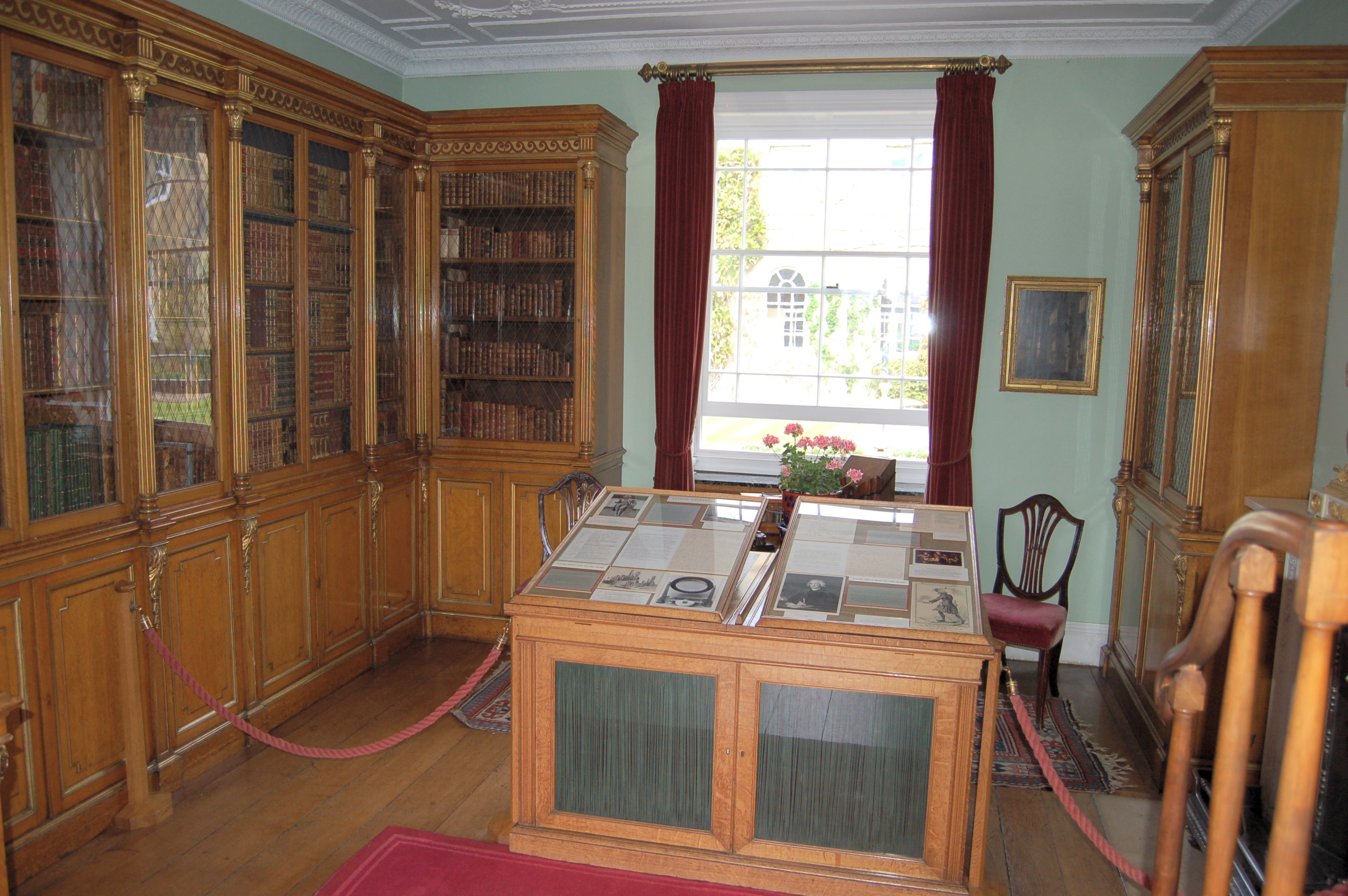
المختبر في ملكية اللورد شلبورن، منزل بووود حيث اكتشف بريستلي الأكسجين.

في أغسطس عام 1774 م عزل بريستلي «هواء» الذي بدى وكأنه مادة جديدة تماما، ولكن لم يكن لديه الفرصة لمتابعة التجربة لأنه كان على وشك الذهاب في جولة لأوروبا مع شلبورن. وأثناء وجوده في باريس على أية حال تمكن بريستلي من عرض التجربة للآخرين، وكان بينهم أنطوان لافوازييه الكيميائي الفرنسي . وبعد عودته إلى بريطانيا في يناير كانون الثاني 1775م واصل تجاربه واكتشف ثاني أكسيد الكبريت الذي يرمز له ب (SO2)
في شهر مارس كتب إلى العديد من الناس بخصوص الهواء الجديد الذي اكتشفه في أغسطس، وقُرأت إحدى تلك الرسائل للجمعية الملكية وكانت تحتوي على ملخص لذلك الاكتشاف وهي بعنوان «أهمية الاكتشافات الأخرى في الهواء» وقد تم نشرها في مجلة المجتمع المسماة "Philosophical Transactions". أطلق بريستلي على المادة الجديدة اسم "dephlogisticated air" وهو الذي أنتجه في التجربة المشهورة عن طريق تركيز أشعة الشمس على عينة من أكسيد الزئبق الثنائي. في البداية اختبره على الفئران، وتفاجئ ببقائهم على قيد الحياة لفترة محبوسين مع ذلك الهواء، وبعدها قام باختباره على نفسه، وقد كتب عن ذلك «هو أفضل بخمس أو ستة مرات من الهواء العادي لغرض التنفس والاشتعال وأعتقد أيضاً لكل الاستخدامات الأخرى للهواء العادي المنتشر في الغلاف الجوي». وهكذا اكتشف بريستلي غاز الأكسجين المعروف اختصاراً بـ (O2).

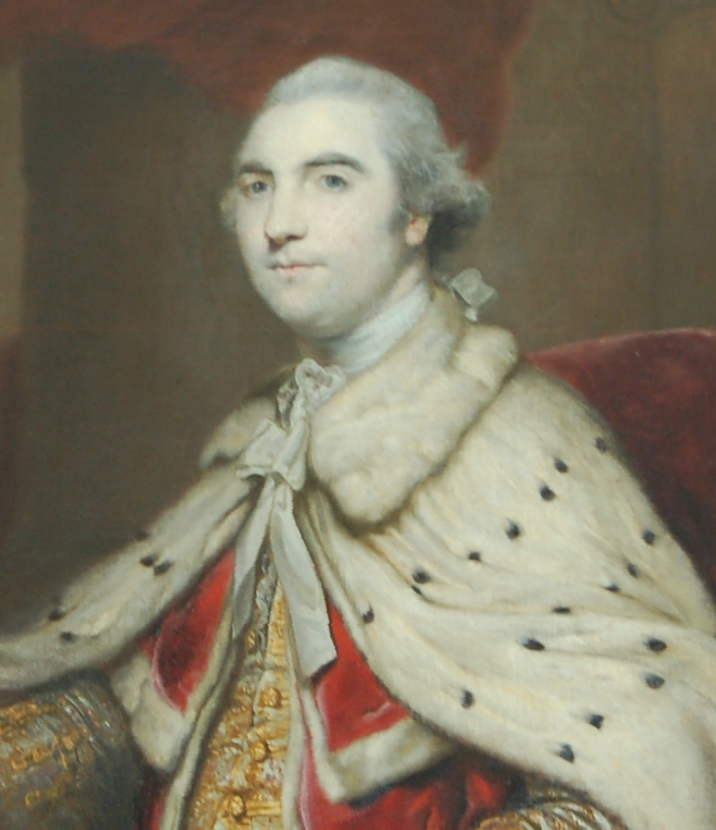
ويليام بيتي، الإيرل الثاني لشلبورن: مثل بريستلي وهو زميل للموحدين، قد قام ببناء المعمل المنشق الشهير في منزل بووود.

قام بريستلي بتجميع مقالته للأكسجين وغيرها في مجلد ثاني من التجارب والملاحظات على الهواء، والتي نشرت في عام 1776. فلم يشدد على اكتشافه لـ "dephlogisticated air" (وتركه للجزء الثالث من المجلد) ولكن بدلا من ذلك ناقش في المقدمة عن كيف كانت هذه الاكتشافات هامة للدين المنطقي. روت مقالته اكتشافاته بشكل زمني، رابطا التأخير الطويل بين التجارب وحيراته البدائية؛ وبالتالي، فإنه من الصعب تحديد متى بالضبط «اكتشف» بريستلي الأكسجين. هذا التاريخ مهم لأن لدى لافوازييه والصيدلي السويدي كارل فلهلم شيله ادعاءات قوية متعلقة باكتشاف الأكسجين أيضاً، شيله كان أول من قام بعزل الغاز (على الرغم من أنه قام بالنشر بعد بريستلي) ولافوازييه كان أول من قام بوصفه كهواء منقى «الهواء كما هو بالكامل من غير تغيير» (كان هذا هو، أول شرح للأكسجين من دون نظرية الفلوجيستون).
في بحثه «ملاحظات حول التنفس واستخدام الدم»، كان بريستلي أول من أشار إلى وجود علاقة بين الحياة والهواء، على الرغم من أنه قام باستخدام نظرية فلوجستون. على طريقة بريستلي النموذجية، فقد استهل البحث بتاريخ دراسة التنفس. وبعد مرور عام، كان لافوازييه- الذي ظهر عليه تأثير بريستلي بوضوح- يناقش التنفس أيضاً في الأكاديمية الفرنسية للعلوم بدأ عمل لافوازييه سلسلة طويلة من الاكتشاف لذلك أعد أبحاث على تنفس الأكسجين وبلغت ذروتها حتى أسقطت نظرية فلوجيستون وتأسست الكيمياء الحديثة.
في حدود العام 1779، انفصل بريستلي وشلبورن لأسباب غير واضحة ولم تُعرف. ألقى شلبورن اللوم على صحة بريستلي في حين ادعى بريستلي أن شلبورن لم يعد ذو فائدة. توقع بعض المعاصرين أن صراحة بريستلي آذت مهنة شلبورن السياسية. يقول سكوفيلد أن السبب الأكثر احتمالا هو زواج شلبورن الأخير من لويزة فيتزباتريك (Louisa Fitzpatrick) وذلك لأنها قالت انها لا تحب بريستلي. بالرغم من أن بريستلي كان يفكر بالانتقال إلى أمريكا، الا أنه قَبِل تدريجياً عرض «الاجتماع الجديد» لبرمنجهام ليكون وزيرهم.

## مدينة برمينغهام (1780-1791م)
في عام 1780، انتقلت عائلة بريستلي إلى مدينة برمينغام، قضوا هنالك عشر سنوات سعيدة، محفوفين بالأصدقاء القدامى، إلى أن أُجبروا على الهجرة منها عام 1791 عن طريق جماعة عنيفة تتحرّك وفق دوافع دينيّة، والتي عُرفت لاحقاً باسم «اضطرابات بريستلي». قـَبلَ بريستلي تنصيبه كقس بعد أن عُقـد «الاجتماع الجديد» بشرط أن يُلزم بالتبشير والتعليم في أيام الأحد فقط، وبذلك يكون لديه وقت للكتابة والتجارب العلميّة. كما كان يفعل في ليدز، أقـام بريستلي دروسًـا للصغار من رعيّـته، وبحلول عام 1781، وصل عدد طلابه إلى 150 طالب. وبسببّ شُـحّ الراتـب المُقـرر لبريستلي استلامه من «الاجتماع الجديد» والمُقدّر بـ 100 جنيه، تبرّع بعض الأصدقاء والرعاة بـبعض من المال والمتاع ليُساعدوا بريستلي في بحوثه ، وانتخب عضواً فخرياً أجنبياً لالأكاديمية الأمريكية للفنون والعلوم

### الثورة الكيمائية
كان العديد من الأصدقاء الذين كونهم بريستلي في برمنغهام أعضاء في المجتمع القمري، وهي مجموعة مكونة من المصنعين والمخترعين والفلاسفة الطبائعيون الذين يجتمعون شهرياً لمناقشة أعمالهم. وقد شمل أساس المجموعة رجالاً مثل ماثيو بولتون والصيدلي والجيلوجي جيمس كير والمخترع والمهندس جيمس واط وكذلك عالم النبات والصيدلي الجيلوجي ويليام ويذرنق. طُلب من بريستلي الانضمام لهذه الجمعية الفريدة والمساهمة في أعمال الأعضاء. وكنتيجة لتلك البيئة الفكرية المحفزة، نشر العديد من الأوراق العلمية المهمة التي تشمل «تجارب متعلقة بالفلوجيستن والتحويل الملاحظ للماء في الهواء» (1783). ويحاول الجزء الأول دحض تحديات لافويزر على الأكسجين. ويصف الجزء الثاني كيفية تحويل البخار في الهواء. وبعد عدة اختلافات للتجربة ومواد مختلفة كالوقود وتركيبات مجمعة مختلفة ومتعددة، والتي تعطي نتائج مختلفة، استنتج بأن الهواء يستطيع المرور من خلال مواد أكثر من المخمنة سابقا. وهذه النتيجة تناقض كل المبادئ المعروفة للهيدروستاتيكا. وقد أرشد هذا الاكتشاف لاحقا ، مع أعماله السابقة التي عرفت بالانتشار الغازي، جون دالتون وتوماس غراهام لصياغة النظرية الحركية للغازات.

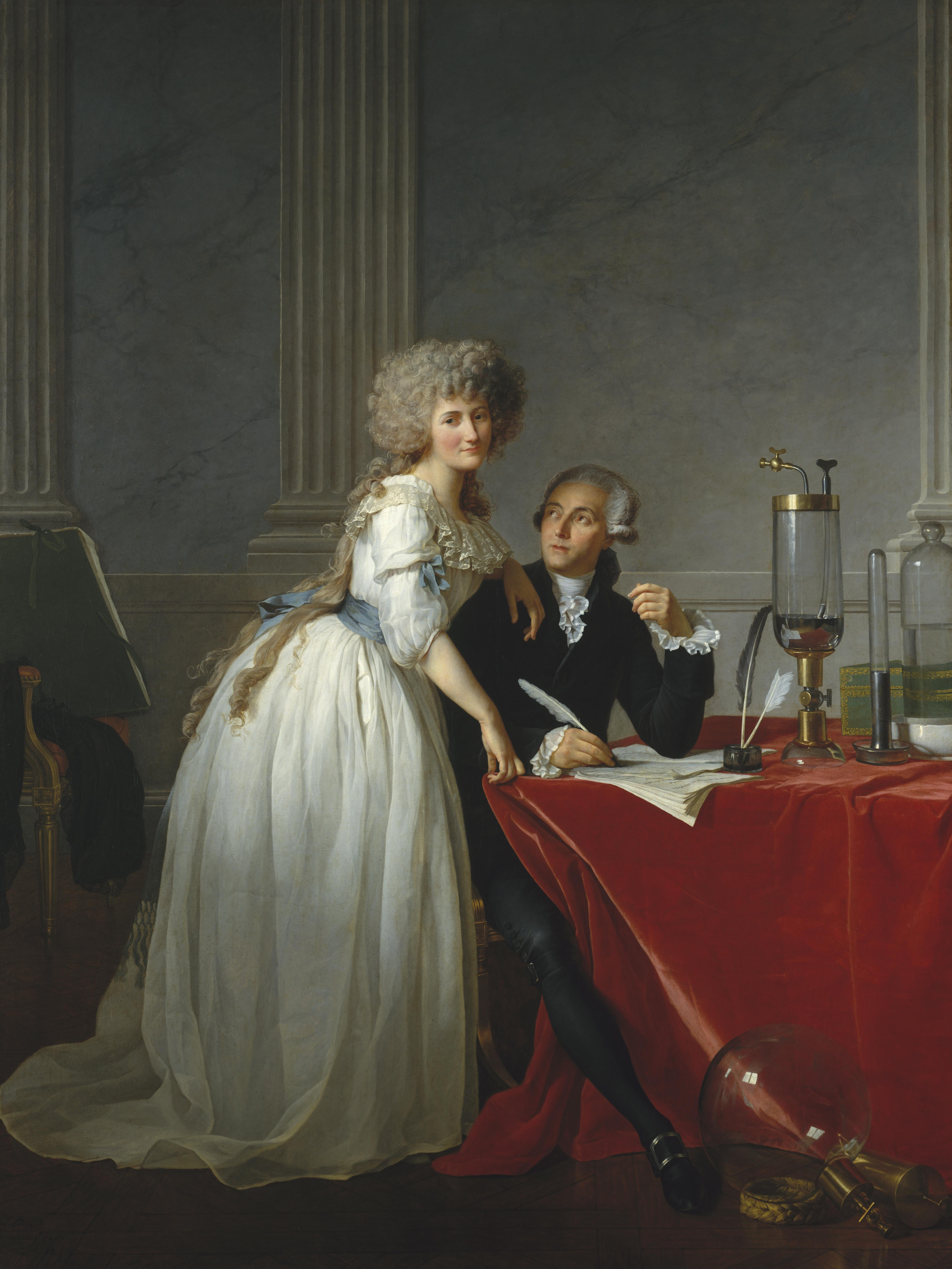
صورة لأنطوان لافوازييه وزوجته بواسطة جاك لوي دافيد

في عام 1777, نشر أنطوان لافوازييه تأملات في فلوجيستون للعمل في نظرية الاحتراق والتكليس، وهو من أول الأعمال التي أثبتت على أن تكون سلسلة هجمات على نظرية فلوجستون: كانت ضد هذه الهجمات أن رد عليها بريستلي في عام 1783. في حين قَبِل بريسلي أجزاء من نظرية لافوازييه، لم يكن مستعداً على أن يقبل الثورات الرئيسية التي طرحها لافوازييه وهي: إسقاط نظرية فلوجيستون، وكيمياء تصورها قائمة على العناصر والمركبات، ونظام جديد للتسمية في الكيمياء. تجارب بريستلي الأصلية في الهواء الخالي من الفلوجيستون (عنصر شبه ناري، يوجد في الأجسام القابلة للاحتراق), والماء منحت لافوازييه المعلومات التي كان بحاجة إليها لإنشاء كثير من نظامه: وبالرغم من ذلك فإن بريستلي لم يقبل نظريات لافوازييه الجديدة واستمر في الدفاع عن نظرية فلوجيستون لبقية حياته. نظام لافوازييه كانت مبنية على المفهوم الكمي أن الكتلة (الوزن من الذرات) لا تُخلق ولا تٌدمر في التفاعلات الكيميائية (قانون حفظ الكتلة). في المقابل، بريستلي فضل أن يلاحظ التغيرات النوعية في الحرارة، واللون وبالأخص الحجم. أجرى بريستلي تجاربه على «أنواع الهواء» في «ذوبانهم في الماء» وقوتهم في تدعيم أم اخماد النار، إذا كانوا قابلين للإستنشاق، كيف يتفاعلون مع الهواء الحمضي والقلوي، ومع نيتريك اوكسيد وهواء قابلة للاشتعال، وفي النهاية كيف كانوا يتفاعلون مع الشرارات الكهربائية.
قبل عام 1789, عندما نشر لافوازييه بحثه الكيمياء الأولية وأسس تاريخ الكيمياء، وعلى يده أُنشئت الكيمياء الحديثة. نشر بريستلي العديد من البحوث العلمية في برمنغهام، الغالبية حاولوا جاهدين تكذيب لافوزييه. ناقش بريستلي وغيره من أعضاء نادي المجتمع القمري بأن النظام الفرنسي الجديد كان مكلفًا للغاية، يصعب اختباره ومعقد أكثر من اللازم. بريستلي تحديدا رفض أجواء «المؤسسة». في نهاية الأمر انتصر رأي لافوزييه: اشتمل بحثه الكيمياء الحديثة على العديد من المبادئ التي أسست الكيمياء الحديثة.
رفض بريستلي قبول نظريه لافوازيية «الكيماء الحديثة» كقانون حفظ الكتلة، وأصر على التمسك بنظرية أخرى بالرغم من كونها غير مرضية والتي حيرت الكثير من العلماء. . فسر سكوفليد ذلك :«لم يكن بريستلي كيميائي لا بالحاضر ولا حتى لافوازيية حيث انه لم يكن عالماً وإنما فيلسوف في الطبيعة، ومهتم بالاقتصاد الطبيعي وله شغف أيضاً بوحدة الفكر في عالم اللاهوت والطبيعة». يوافق جون ماك إيفوي المؤرخ العلوم إلى حد كبير مع رأي بريستلي ان الطبيعة تتوازي مع وجود الله وبالتالي لا حصر لها، وهذا الذي شجعه على التركيز في الحقائق أكثر من الفرضيات والنظريات كما دفعه إلى رفض نظرية لافوازييه. كما ناقش:«مقاومة بريستلي المعزولة في نظرية الأكسجين والتي كانت مقياس لاهتمامه العميق بمبادئ الحرية الفكرية والمساواة في المعرفة والتساؤلات الحاسمة». ادعى بريستلي نفسه في آخر عدد من «التجارب والملاحظات» أن تجاربه في علم اللاهوت كانت من التجارب القيمة جداً نظرا لأهميتها ومنزلتها.

### دفاعه عن المنشقين الإنجليز والثورة الفرنسية

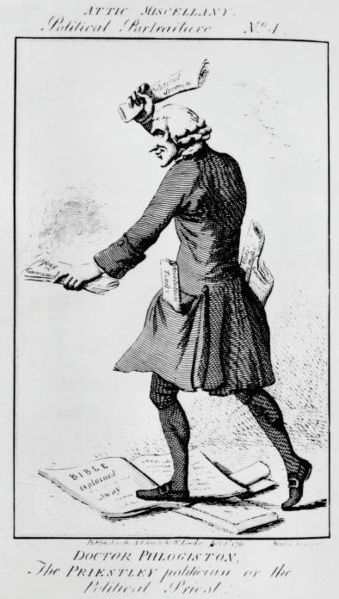
دكتور الفلوجستون،
بريسلتي السياسي أو قس السياسة ---- وتبين هذا الصورة مكافحة بريستلي وهو يدوس على الكتاب المقدس ويحرق الوثائق التي تمثل الحرية الإنجليزية. ويتضح من انتفاخ جيوبه "مقالات عن المادة والروح" و "البارود" و"ثورة الخبز المحمص".

على الرغم من أن بريستلي كان مشغولاً بالدفاع عن نظرية اللاهوب أمام «الكيميائيين الجدد»، فإن معظم ما نشره في برمنجهام كان عن اللاهوت. وفي عام 1782 نشر المجلد الرابع من كتابه المبادئ ، وهو تاريخ الفساد في المسيحية ، الذي يصف فيه اعتقاده بأن تعاليم الكنيسة المسيحية القديمة قد تم تحريفها. وقد وصف سكوفيلد هذا العمل بأنه «عشوائي لم يأت بجديد، ومسهب، ومكرر، وملئ بالتفاصيل، وقد تم تفنيده تماما» ويتناول الكتاب قضايا تتراوح من تأليه المسيح إلى الشكل اللائق للعشاء الرباني. ثم أتبعه عام 1786 بكتاب آخر حمل عنواناُ لا يقل إثارة وهو تاريخ الآراء القديمة عن السيّد المسيح التي تم تجميعها من الكتاب الأصلي، والتي تثبت أن الكنيسة المسيحية كانت تؤمن بعقيدة التوحيد في بادئ الأمر . وقد كتب توماس جفرسون لاحقاُ عن التأثير العميق الذي أحدثه عليه هذين الكتابين قائلاُ : «لقد قرأت كتاباته عن المسيحية المحرّفة ، والآراء القديمة عن السيّد المسيح ، مرارا وتكرارا، واعتمدت عليهما كأساس للإيمان الراسخ. تلك الكتابات لم يستطع أحد الاجابه عليها». وعلى الرغم من أنها قوبلت بالاستحسان من عدد قليل من القراء مثل جيفرسون والمنشقون العقلانيون، إلا أنها انتقدت بضراوة بسبب المواقف اللاهوتية المتطرفة وخصوصاً بسبب رفضها لعقيدة التثليث.
في عام 1785 , وبينما كان بريستلي منهمكا في حرب مناشير على الفساد، نشر أيضا «أهمية ومدى حرية الاستطلاع» يدعي فيها ان الاصلاح لم يصلح الكنيسة فعلا. وبكلمات قد تدفع إلى حوار وطني، تحدى قرّاءه لإحداث التغيير :

وعلى ذلك، يجب ان لا تتحطم معنوياتنا مع انه وفي الوقت الحاضر فاننا لن نرى عددا أكبر من الكنائس موحده بشكل فعال ..اننا، كما كانت، نضع بارود البنادق حبة حبة تحت المبنى العتيق للأخطاء والخرافات، والتي قد تشعلها شراره واحده من هنا للابد، وذلك لاشعال انفجار فوري قد تكون نتيجته الإطاحة بالصرح الذي بني لاعوام من العمل في لحظة وقد لايمكن بناء هذه المؤسسة نفسها مره أخرى ابدا .

```
ورغم ان أصدقاءه حذروه من استخدام لغه تحريضية مماثلة، رفض بريستلي الاستسلام والتراجع عن آراءه المطبوعة وقد أسبغ لقب «بارود جو» على نفسه . بعد ان نشر ثورته المزعومه في خضم الثورة الفرنسية صّعد كتاّب المناشير هجومهم على بريستلي وقد تم تهديده وتهديد كنيسته باتخاذ اجراءات قانونية.
[
130
]
```

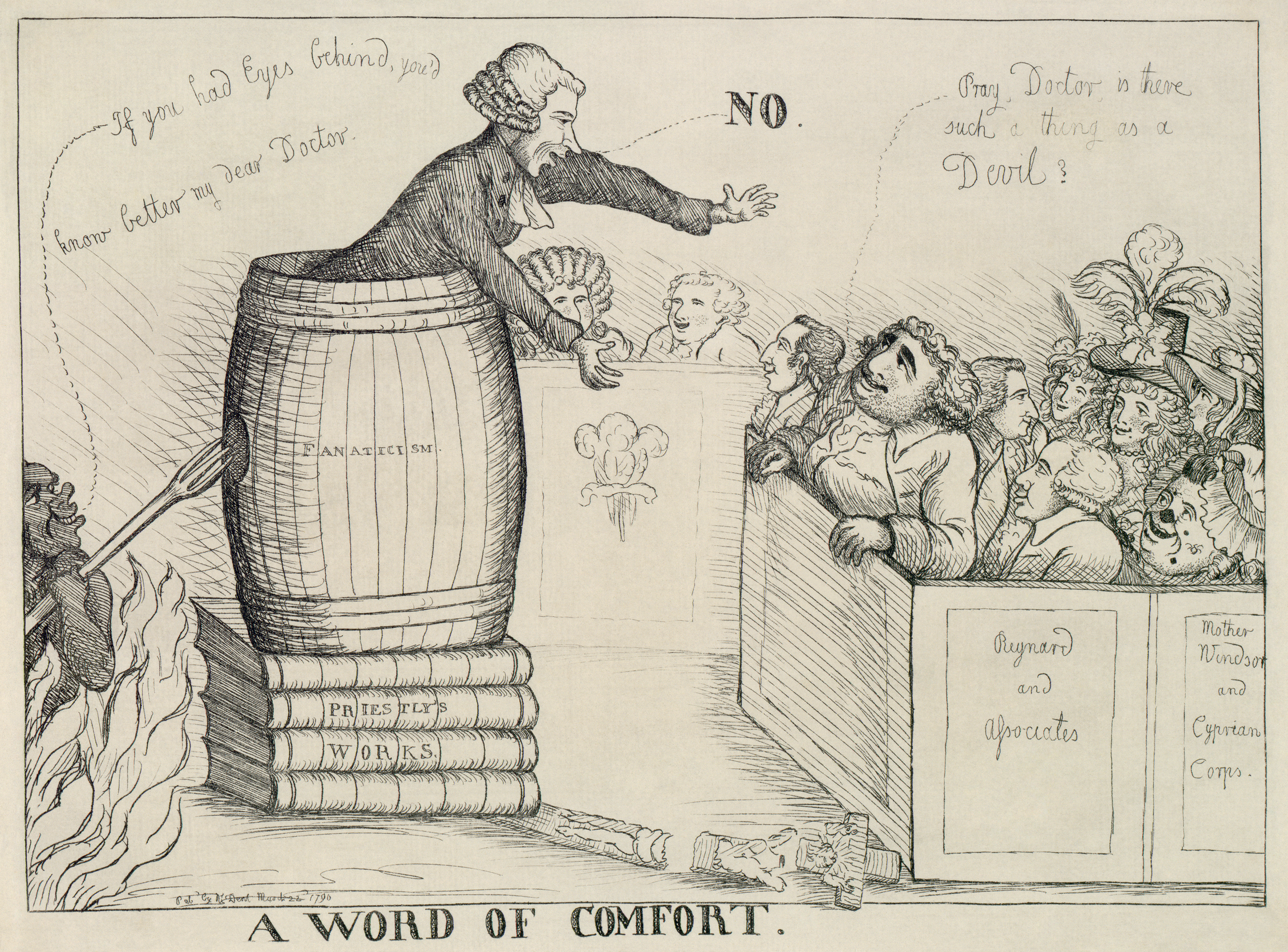
كلمة الراحة بواسطة ويليام دنت (بتاريخ 22 مارس 1790م). حيث يسأل تشارلز جيمس فوكس بريستلي الذي يقف واعظاً أمامه «الصلاة، يا دكتور هل هناك شيء يعرف بالشيطان» ويكون جواب بريستلي بـ «لا» في حين الشيطان يستعد لمهاجمة بريستلي من الخلف

في عام 1787، 1789، و 1790، حاول المنشقون مرة أخرى إلغاء الاختبار وقوانين المجالس على الرغم من إن البداية كانت ناجحة، وفي عام 1790 مع المخاوف من ثورة وشيكة في البرلمان رضخت فئة قليلة تناشد بالحقوق المتساوية، الرسوم الكاريكاتورية السياسية واحدة من أهم وسائل الإعلام الأكثر فعالية وشعبية في ذلك الوقت وجهت انتقادات شديدة للمنشقين وبريسلي، جادل ويليام بيت وإدموند بيركفي البرلمان ضد إلالغاء مما اعتبرت خيانة اغضبت بريستلي وأصدقائه الذين توقعوا دعم الرجلين. بريستلي كتب سلسلة من  الرسائل إلى ويليام بيت   و  رسائل إلى بيرك   في محاولة لإقناعهم خلاف ذلك ولكن هذه المنشورات ألهبت مشاعر الجماهير ضده.
جاء المنشقين مثل بريستلي الذين دعموا الثورة الفرنسية تحت تفاقم الشكوك بشأن الثورة التي بدأت بالازدياد. ففي دعوته ضد «المتطرفين»، قامت إدارة بيت باستخدام «البارود» في بيانهم ليبرهنوا بأن بريستلي والمنشقين الآخرين يريدون الإطاحة بالحكومة. ربط بيرك فلاسفة الطبيعية وعلى وجه التحديد بريستلي إلى الثورة الفرنسية في تأملاته الشهيرة عن الثورة في فرنسا (1790) بكتابته بأن المتطرفين الذين دعموا العلم في بريطانيا «يعتبر رجل تجارب ليس أكثر مما يفعلون بالفئران في مضخة الهواء». كما ربط بيرك المبادئ الجمهورية مع الخيمياء والهواء الذي لا قيمة له، ساخرا من العمل العلمي الذي قام به كل من بريستلي والكيميائيين الفرنسيين. كما كتب الكثير لاحقا في مذكراته عن الاتصالات ما بين «جو البارود»، والعلوم، ولافوازييه- الذي طور البارود للفرنسيين في حربهم ضد بريطانيا. ومن المفارقات، حاج بيرك رجل دولة علمانية، ضد العلم في دفاعه بأن الدين ينبغي أن يكون أساس المجتمع المدني، في حين برهن بريستلي ممثل المنشقين، بأن الدين لا يمكن أن يوفر قوام المجتمع المدني وينبغي أن يقتصر على حياة الفرد الخاصة.

### أعمال شغب برمنغهام عام 1791م

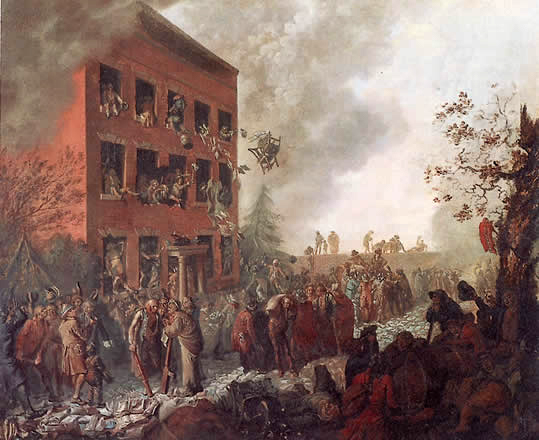
الهجوم على منزل بريستلي في فيرهيل، سباركبروك، برمنغهام.

انفجر العداء الذي تم بنائه ضد المنشقين ومؤيدي الثورات الأمريكية والفرنسية في يوليو 1791. رتب بريستلي وعدة من المنشقين آلاخرين حفل عشاء احتفاليا في ذكرى اقتحام سجن الباستيل، عمل استفزازي في بلد رفض الثورة الفرنسية خشيةً من انتقالها إلى بريطانيا. وسط مخاوف من العنف، اقتنع بريستلي بكلام أصدقائه بعدم الحضور. تجمع المتظاهرون خارج الفندق أثناء المأدبة وهاجموا الحضور لدى مغادرتهم. انتقل مثيري الشغب إلى كنائس الاجتماع الجديد والاجتماع القديم وأحرقوها بالكامل. فر بريستلي وزوجته من منزلهم، على الرغم من أن ابنهما ويليام والاخرين بقوا لحماية ممتلكاتهم، تغلبت الحشود عليهم واحراقو منزل بريستلي فيرهل في سباركبروك، مدمرين مختبره القيم وكافة المتعلقات العائلية. أحرقت منازل المنشقين آلاخرين "في أعمال الشغب الممتدة لثلاثة أيام. قضى بريستلي عدة أيام يختبئ مع الأصدقاء حتى تمكن من السفر بأمان إلى لندن. الهجمات المنفذة بعناية من المحتجين والمحاكمات الهزلية لاعداد قليلة من الزعماء اقنعت العديد من الناس في ذلك الوقت واقنعت المؤرخين المعاصرين في وقت لاحق، بأن الهجمات تم التخطيط لها والتغاضي عنها من قبل قضاة برمنغهام المحليين. عندما اضطر في نهاية المطاف جورج الثالث لارسال قوات إلى المنطقة قال: "لا يسعني إلا أن اشعر بالسعادة لأن بريستلي هو المتألم لمذاهبه التي غرسها هو وحزبه، وأن الناس الآن ترى ضوء الحقيقية."

## هاكني (1791-1794م)
غير قادرين على العودة إلى برمنغهام، استقر بريستلي وعائلته في نهاية المطاف في كلابتون السفلى، وهو حي في هاكني، ميدلسكس حيث ألقى سلسلة من المحاضرات عن التاريخ والفلسفة الطبيعية في الأكاديمية المعارضة، الكلية الجديدة في هاكني. ساعد الأصدقاء الزوجين في إعادة بناء حياتهم، والمساهمة بالمال، والكتب، ومعدات المختبرات. حاول بريستلي الحصول على تعويض من الحكومة لتدمير ممتلكاته في برمنغهام، لكنه لم يعوض بالكامل. قام بنشر أيضا نداء للجمهور في موضوع أعمال الشغب في برمنغهام (1791)، الذي وجه من خلاله اتهامات لشعب برمنغهام لسماحهم حدوث أعمال الشغب وبتهمة «انتهاك مبادئ الحكومة الإنجليزية».

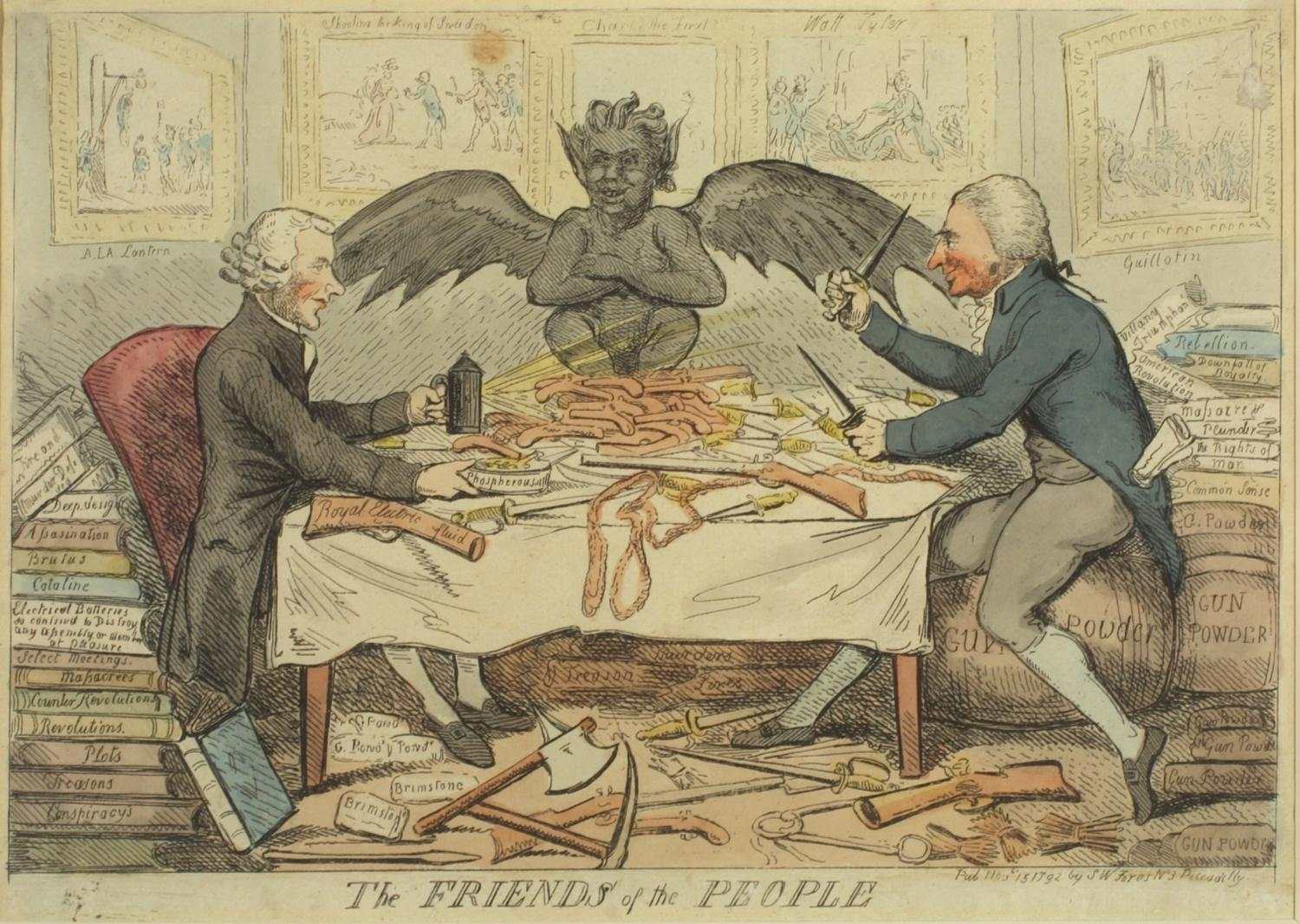
أصدقاء الشعب، 15 نوفمبر 1792م يسخرون من جوزيف بريستلي و توماس بين (متحف مؤسسة التراث الكيميائي)

حث أصدقاء الزوجين بمغادرة بريطانيا والهجرة إلى فرنسا أو الولايات المتحدة الجديد، على الرغم من أن بريستلي تلقى منصب للتبشير لطائفة جرافيل بيت. كان بريستلي وزير بين عامي 1793 و 1794 وقد عكست الخطب التي نصح بها هناك، ولا سيما الخطبتين السريعتين، ايمانه بالعصر الألفي السعيد المتزايد، وايمانه بأن نهاية العالم تقترب بسرعة. بعد مقارنة نبوءات الكتاب المقدس بالتاريخ الحديث، توصل بريستلي لاستنتاج أن الثورة الفرنسية كانت مبشرة بـالمجيء الثاني للمسيح. اتسمت أعمال بريستلي دائما بالألفية، ولكن بعد بداية الثورة الفرنسية، ازداد هذا التوتر. كتب إلى أحد اصدقائه الصغار سنا أنه في حين أنه هو بنفسه لن يرى المجيء الثاني للمسيح، وكان ما كتبه إلى صديقه هو «قد ربما يعيش ليرى ذلك ... ولايمكن ان تكون، أعتقد لن تكون أكثر من عشرين عاما [بعيدا]».
أصبحت الحياة اليومية أكثر صعوبة بالنسبة للأسرة: أحرق تمثال بريستلي جنبا إلى جنب مع توماس بين؛ وتواصل نشر الرسوم الكاريكاتورية السياسية المفرغة عنه، تم إرسال رسائل له من جميع انحاء البلاد، وتمت مقارنته بالشيطان وجاي فوكس؛ يخشى التجار الأعمال التجارية للعائلة، وابتعد اصدقاء بريستلي في الأكاديمية الملكية. كما أصبحت العقوبات أشد لأولئك الذين تحدثوا ضد الحكومة، وعلى الرغم من انتخابه في الاتفاقية الوطنية الفرنسية من قبل ثلاثة أقسام منفصلة في عام 1792م، قرر بريستلي الانتقال مع عائلته إلى أمريكا. بعد خمسة أسابيع من مغادرة بريستلي، بدأت إدارة وليام بيت اعتقال المتطرفين بتهمة التشهير وأثارت الفتنة، مما أدى إلى محاكمات الخيانة الشهيرة عام 1794.

## ولاية بنسلفانيا (1794-1804م)

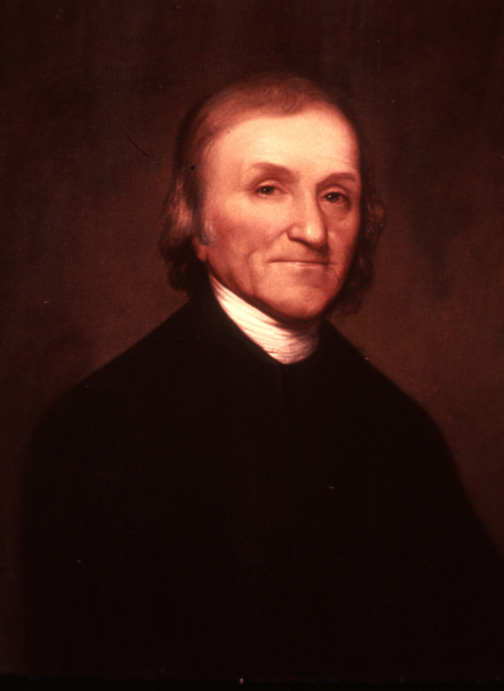
Pصورة لبريستلي، رسمت في أواخر حياة رامبرانت بيل (ج 1800) ولم يعرفه الأمريكيون كرجل علوم بشكل كبير، بل عرفوه كمدافع عن حرية المستعمرات والمنشقين

وصل بريستلي وعائلته إلى مدينة نيويورك عام 1794، حيث تم الاحتفال بهم من قبل مجموعات سياسية مختلفة متنافسة للحصول على تأييد بريستلي. رفض بريستلي الالتماسات التي قدموها، على أمل تجنب الخلاف السياسي في بلده الجديد. قبل أن يتوجه إلى منزل جديد في منطقة الغابات من مقاطعة نورثمبرلاند، بنسلفانيا، في بلدة بوينت (ماتعرف الآن ببلدة نورثمبرلاند)، نزلوا الدكتور والسيدة بريستلي في فيلادلفيا، حيث أعطى بريستلي سلسلة من الخطب، والتي أدت إلى تأسيس الكنيسة التوحيدية الأولى فيلادلفيا. رفض بريستلي فرصة لتعليم الكيمياء في جامعة بنسلفانيا.
كان ابن بريستلي، جوزيف بريستلي عضو قيادي لائتلاف تجاري قد اشترى 300,000 فدان من الغابات البكر بين تفرعات جدول لويالسوك، التي قصدوا أن يؤجروها أو يبيعوها بقطع أراضي بمساحة 400 فدان، مع الدفع المؤجل إلى سبعة أقساط سنوية، مع الفوائد. اشترى إخوته، وليام وهنري قطعة أرض بمساحة 284 فدان من الغابات، التي حاولوا تحويلها إلى مزرعة، وسميت في وقت لاحق «فيرهيل»، قاطعين ومقتلعين الأشجار؛ صانعين الجير لتقليل حمضية التربة من خلال بناء فرن الجير الخاص بهم. توفي هنري بريستلي في 11 ديسمبر 1795، ربما بسبب الملاريا الذي قد يكون أصيب به بعد وصوله إلى نيويورك. وقد كانت صحة ماري بريستلي سيئة، وزادت سوءاً؛ على الرغم من أن زوجة وليام، مارغريت فولك-بريستلي انتقلت للعيش مع الزوجين للعناية بماري أربع وعشرين ساعة في اليوم، توفَّت ماري بريستلي 17 سبتمبر 1796م. انتقل الدكتور بريستلي للعيش مع ابنه الأكبر، جوزيف الابن، وزوجته اليزابيث ريلاند-بريستلي. وكان توماس كوبر، الذي كان ابنه، توماس الابن، يعيش مع عائلة بريستلي، يقوم بزيارات متكررة.
استمر بريستلي منذ وصوله إلى أمريكا في دفاعه عن معتقداته في المسيحية التوحيدية، والآن وقع بشكل متزايد تحت تأثير توماس كوبر وإليزابيث ريلاند-بريستلي، كان غير قادر على تجنب التورط في جدل سياسي. في عام 1798، سعى الرئيس ادامز المولع بالقتال لتكبير البحرية وتعبئة الميليشيا إلى ما رآه بريستلي وكوبر كـ«جيش مستعد» وذلك اجابةً لقضية بينكني. نشر بريستلي فيما بعد مقال صحفي مجهول: حكم من الحسابات السياسية ، الذي هاجم آدمز به ودافع عن التجارة الحرة ودعا إلى شكل من أشكال انعزالية جيفرسون. وفي العام نفسه ، وُجه طرد صغير بشكل غامض: «الدكتور بريستلي في أمريكا ،» ضبطته البحرية الملكية البريطانية على متن قارب دنماركي محايد. وقد تبين احتواءه ثلاث رسائل، واحدة منهم تم التوقيع عليها من قبل الطابعة الاصلية لجون هورفورد ستون. وقد نشرت هذه الرسائل الموقوفة في لندن وتم نسخها في العديد من الصحف في أمريكا. إحدى الرسائل كانت موجهة إلى "MBP"، مع ملاحظة: «أنا اضمن لصديقنا MBP - ولكن، كما اجهل اسمه الذي يحمله في الوقت الحاضر بينكم، يجب أن أتوسل إليكم أن يتم ختمها وايصالها». مما أعطى الرسائل الموقوفة مسحة من الإثارة. خوفاً وخشية أن تؤخذ كدليل عليه ان يكون «جاسوس» لصالح فرنسا، أرسل بريستلي رسالة غير ملائمة لرؤساء تحرير العديد من الصحف ، التي سماها بسذاجة "MBP" (عضو في البرلمان البريطاني) وكما السيد بنيامين فوغان ، الذي يقول «مثلي، معتقدا أنه من الضروري ترك إنجلترا، ولبعض الوقت يقال بأنه اسماً مستعاراً». أضاف وليام كوبيت في صحيفته، 20 أغسطس 1798، أن بريستلي: «قد اخبرنا من هو السيد MBP وأكد لي في رأيهم كونهم جواسيس لمصلحة فرنسا».

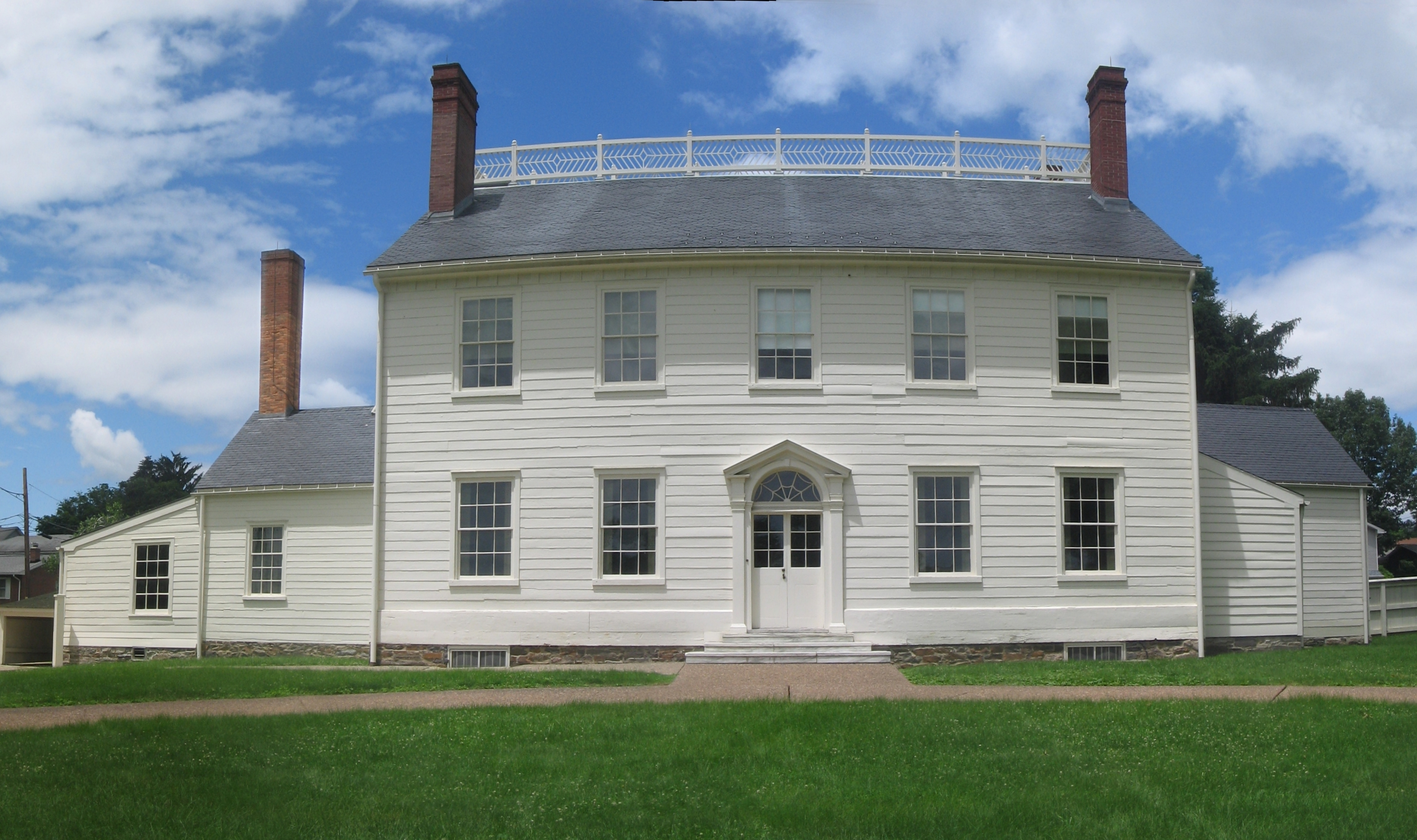
منزل بريستلي الريفي في بنسلفانيا لم يكن أبداً مركز مجتمع المدينة الفاضلة، حيث إن المهاجرين المتوقعين لم يستطيعوا تحمل تكاليف الرحلة

غادر جوزيف بريستلي جونيور في رحلة إلى إنجلترا في عام 1798 ولم يعد حتى أغسطس 1800. أثناء غيابه، أصبحت زوجته إليزابيث ريلاند- بريستلي وتوماس كوبر متقاربين بشكل زائد من بعضهما مما أدى إلى تعاونهما في كثير من المقالات السياسية. وقد سمح بريستلي لنفسه أن يقع بشكل كبير تحت تأثيرات إليزابيث وكوبر، حتى انه في هذه الفترة ساعد توماس كوبر بطباعة اعلانات يدوية مثيرة للفتن حول بلدة بوينت وعبر نهر سسكويهانا في صنبوري (بنسيلفانيا). في سبتمبر من عام 1799، طبع وليام كوبيت مقتطفات من هذه الإعلانات اليدوية، مؤكدا بأن : " د. بريستلي اتخذ جهدا كبيرا لتعميم هذا العنوان، وقد طاف في البلاد لهذا الغرض، وهو في الحقيقة راعي ذلك."تحدى بريستلي "بتبرئة نفسه من هذه التهمه" أو مواجهة جهة الادعاء." وبعد شهر تقريباً في نوفمبر وديسمبر من عام 1799, صعد بريستلي إلى الأمام في الدفاع عن نفسه في كتابه: رسائل إلى سكان نورثمبرلاند.

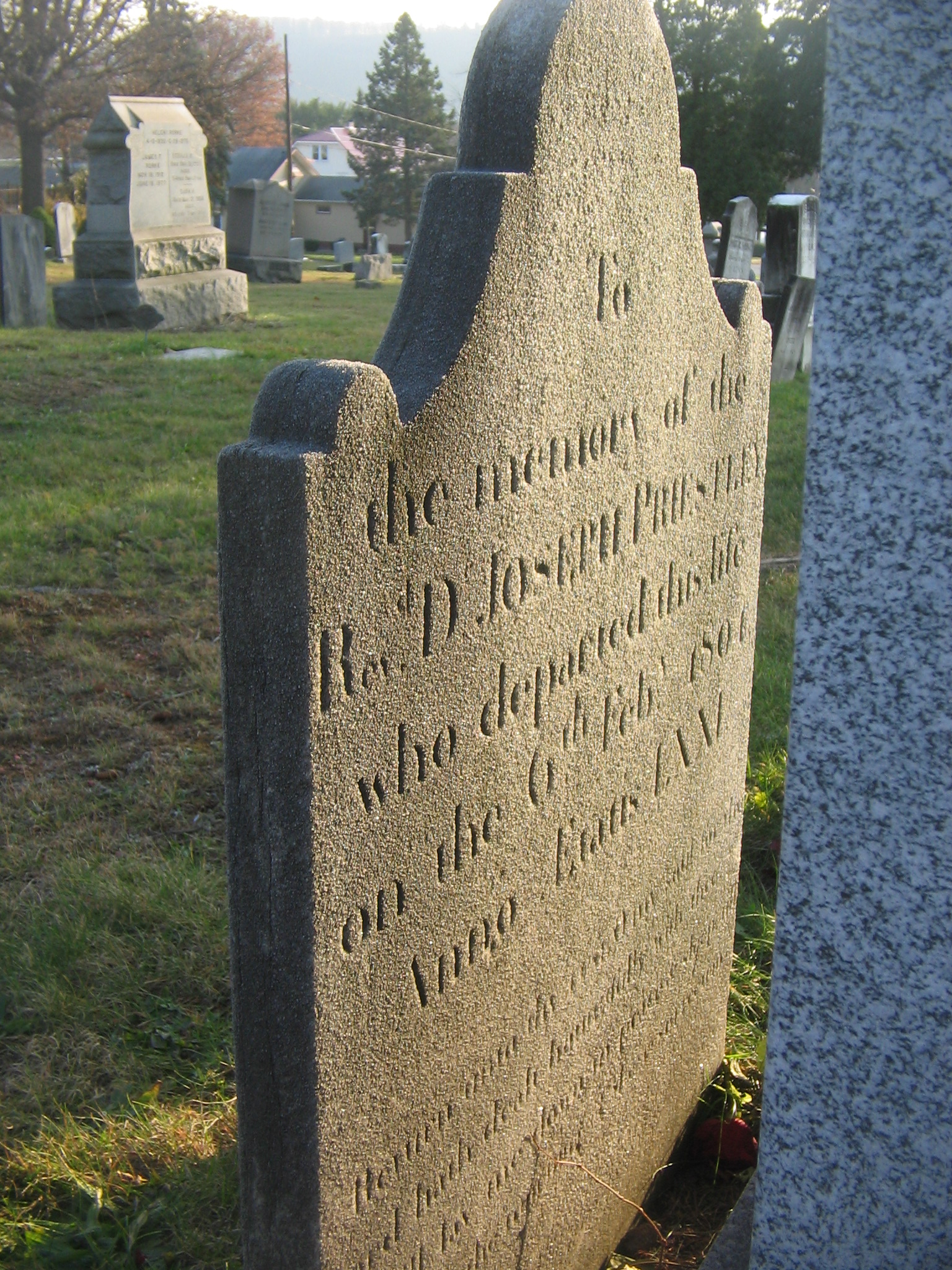
ضريح بريستلي الأصلي 1804م في مقبرة ريفير في نورثمدلاند في بنسلفانيا، يمكن رؤية الحجر الجديد في الجزء الأيمن حيث وضعت أمام الضريح عام 1971م.

كان ابن بريستلي ويليام والذي يعيش الآن في فيلاديفيا، يزداد حرجا من تصرفات والديه. واجه والده معبراً عن قلق جون وبنيامين فوخان، وعن مخاوف زوجته من اليزابيث ريلاند، اخصائية التغذية المسؤولة عن بريستلي، وكذلك مخاوفه من العلاقة القريبة جدا بين اليزابيث ريلاند وتوماس كوبير وتأثيرهم المعاكس على الدكتور بريستلي. ولكن هذا أدى فقط إلى زيادة القطيعة بين وليام وأخت زوجته. وعندما، في وقت لاحق، عانت عائلة بريستلي من التسمم الغذائي، والذي قد يكون بسبب المرض أو العدوى البكتيرية، اتهمت اليزابيث ريلاند وليام زورا بتسميم دقيق العائلة. وعلى الرغم من أن هذا الإدعاء الحاقد والمثير للسخرية لفت انتباه بعض المؤرخين الحديثين، إلا أنه قد ثبت أنه بلا أساس إطلاقاً.
كمل بريسلي المشاريع التعليمية التي كانت دائما مهمة بالنسبة إليه، مساندا في تأسيس «أكاديمية نورثمبيرلاند» متبرعا بمكتبته إلى مؤسسة ناشئة. وقد تبادل رسائل مع توماس جفرسون بشأن الهيكل التنظيمي المناسب للجامعة والذي عمل بهذه النصيحة عندما أسس جامعة فيرجينيا. أصبح جيفرسون وبريسلي مقربان فعندما أنهى كتابه التاريخ العام للكنيسة المسيحية، اهداه لى الرئيس جيفرسون ، وكتب فيه ما يلي:«إلأن فقط استطيع أن أقول أنه ليس هناك مايدعو للخوف من السلطة. لأول مرة أعيش تحت راية حكومة ملائمة بالنسبة لي.»
حاول بريستلي الاستمرار في تحقيقاته العلمية في أمريكا بدعم من الجمعية الأمريكية الفلسفية. لكنه عانى من انقطاع الأخبار وندرتها من أوروبا ، وأصبح غير متابع للتطورات العلمية الأخيرة. الأمر الذي جعله بعيداً عن الاكتشافات. وعلى الرغم من أن أغلب منشوراته ركزت على تعريف نظرية الفلوجستن، إلا أنه قد قام بعمل أيضاً بعض الأعمال الأصلية على التولد الذاتي والأحلام. على الرغم من تقلص المخرجات العلمية لبريستلي، فقد حفز حضوره الاهتمام الأمريكي بالكيمياء.
وبحلول 1801، مرض بريستلي مرضا شديدا لدرجة أنه أصبح غير قادر على الكتابة أو القيام بتجربة. توفي في صباح السادس من فبراير من العام 1804م. وقد دفن في مقبرة ريفيرفيو في نورثمبيرلاند ، بنسلفانيا.
تقول مرثية بريستلي:
آه يا روحي، عودي إلى راحتك
إلى الرب الذي عاملك باحسان
سأرقد بسلام وأنام حتى
أصحو في يوم القيام.

## الإرث

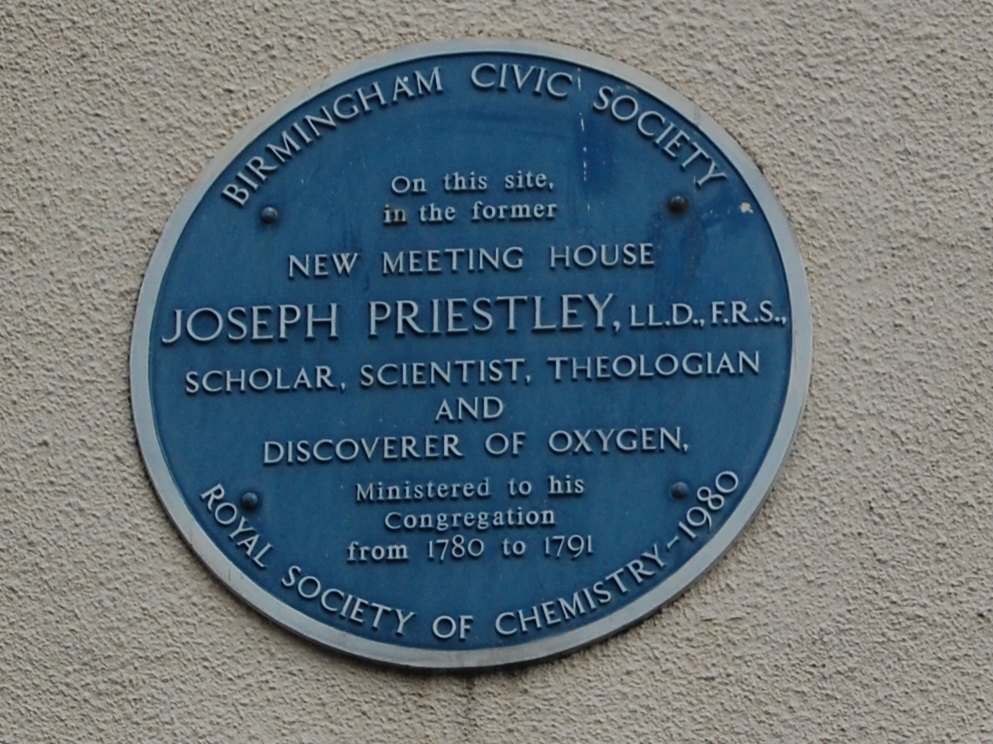
لوحة زرقاء تكريمًا لجوزيف بريستلي، بجانب كنيسة القديس مايكل، في شارع نيو ميتنج ستريت، برمنغهام، إنجلترا.

بحلول عام 1804 وهو عام وفاته كان بريستلي عضوا في كل مجمعٍ علمي كبير في العالم الغربي وكان قد اكتشف العديد من المركبات. أشاد عالم الطبيعة الفرنسي جورج كوفييه في القرن التاسع عشر باكتشافات بريستلي خلال تأبينه، راثياٌ في نفس الوقت رفض بريستلي التخلي عن «نظرية الفلوجستون» ووصفه بأنه «أب الكيمياء الحديثة الذي لم يعترف قط بإبنته». نشر بريستلي أكثر من 150 عمل لمواضيع تتراوح بين الفلسفة السياسية والتعليم وعلم اللاهوت والفلسفة الطبيعية. أيضا بريستلي قاد وألهم الراديكليين البريطانيين خلال العقد 1790م، ومهد الطريق للنفعية، utilitarianism كما ساهم في إنشاء مذهب التوحيدية Unitarianism. عدد كبير من العلماء والشعراء والفلاسفة تبنوا النظرية الترابطية نتيجة لتنقيحه لكتاب ديفيد هارتلي «ملاحظات على الإنسان», ومنهم إراسموس داروين، كوليردج، ويليام ووردزوورث، جون ستيوارت ميل، ألكسندر باين وهربرت سبنسر. أشاد إيمانويل كانت ببريستلي في كتابه «نقد العقل الخالص» (1781) قائلا بأنه «عرف كيف يجمع بين تعاليمه المتناقضة مع مصالح الدين». وبالفعل فإن بريستلي كان يهدف إلى وضع أكثر الأفكار التنويرية المتقدمة في خدمة مذهب مسيحية مبتدعة ولكن منطقية، بتوجيه من المبادئ الأساسية للمنهج العلمي.
بالنظر إلى مدى التأثير الذي تركه بريستلي فإن عدد الدراسات التي أجريت عنه تعتبر قليلة نسبياً. ففي أوائل القرن العشرين كان بريستلي يوصف بالعالم المحافظ والمذهبي مع كونه الإصلاحي السياسي والديني. يصف مؤرخ العلوم سيمون شيفر في مقال له الصورتين الشائعتين عن بريستلي وهما: الأولى تصوره بأنه «لعوب برئ» تعثر في اكتشافاته، والثانية تصفه بكونه برئ و«مُعوج» لعدم قدرته على فهم تأثيراتها بشكل أفضل. كان من الصعب على الدارسين تقييم أعمال بريستلي بشكل مجمل بسبب اهتماماته الواسعة النطاق. عادة ماكان يتم الفصل بين اكتشافاته العلمية وأعماله المتعلقة باللاهوتية والميتافيزيقيا لتسهيل عملية تحليل كتاباته وحياته، ولكن تم الاعتراض على هذا النهج مؤخرا من قِبل علماء مثل جون ماكيفوي وروبرت شوفيلد. بالرغم من أن الدراسات الأولى التي أَجريت حول بريستلي زعمت أن أعماله اللاهوتية والميتافيزيقية كانت «إلهاءات» و «عقبات» لعمله العلمي، إلا أن الدراسات المنشورة خلال العقود 1960 و 1970 و1980 أكدت أن أعمال بريستلي تًشكل نظرية موحدة. لكن وكما يوضح شيفر لم يتم صياغة شرح مقنع لأعماله مجمعة حتى الآن. عام 2001م ذكر مؤرخ العلوم دان إيشت أن الجهود الرامية إلى خلق «رؤية إجمالية» أدت فقط إلى تقليل التناقضات في أفكار بريستلي، لأنه تم «تنظيمهم حول أقسام فلسفية» وفصل أصحاب الأفكار العلمية عن أي خلاف وتعارض اجتماعي.
يتم إحياء ذكرى بريستلي في المدن التي خدم فيها كمعلم وقس إصلاحي والمنظمات العلمية التي ترك فيها تأثيراً. تم تسمية اثنان من المؤسسات التعليمية تكريما له وهما كلية بريستلي في وارينغتون وكلية جوزيف بريستلي في لييدز يعتبر جزء من كلية مدينة لييدز  (كما تم تسمية الكويكب الذي اكتشفه دانكن والدرون عام 1986م باسم بريستلي 5577 5577 ) ويتم إحياء ذكراه في بريستول وفي ساحة مدينة لييدز وفي برمنغهام بالعديد من النصب التذكارية واللوحات التذكارية والتي نصبت في برمنغهام ووارنغتون. أيضا منذ عام 1952 تقدم كلية ديكنسون جائزة بإسمه «جائزة بريستلي» لأي عالم يقدم «اكتشافات تساهم في مصلحة وإفادة البشرية». عام 2006 تم تجديد المعامل الرئيسية للكيمياء في جامعة ليدز بميزانية قدرت ب4مليون جنيه استرليني وأعيدت تسميتها بمعامل بريستلي تكريما لإسمه كونه كيميائي بارز من لييدز

## روابط خارجية
- جوزيف بريستلي على موقع الموسوعة البريطانية (الإنجليزية)
- جوزيف بريستلي على موقع إن إن دي بي (الإنجليزية)